# 絶滅した動物一覧

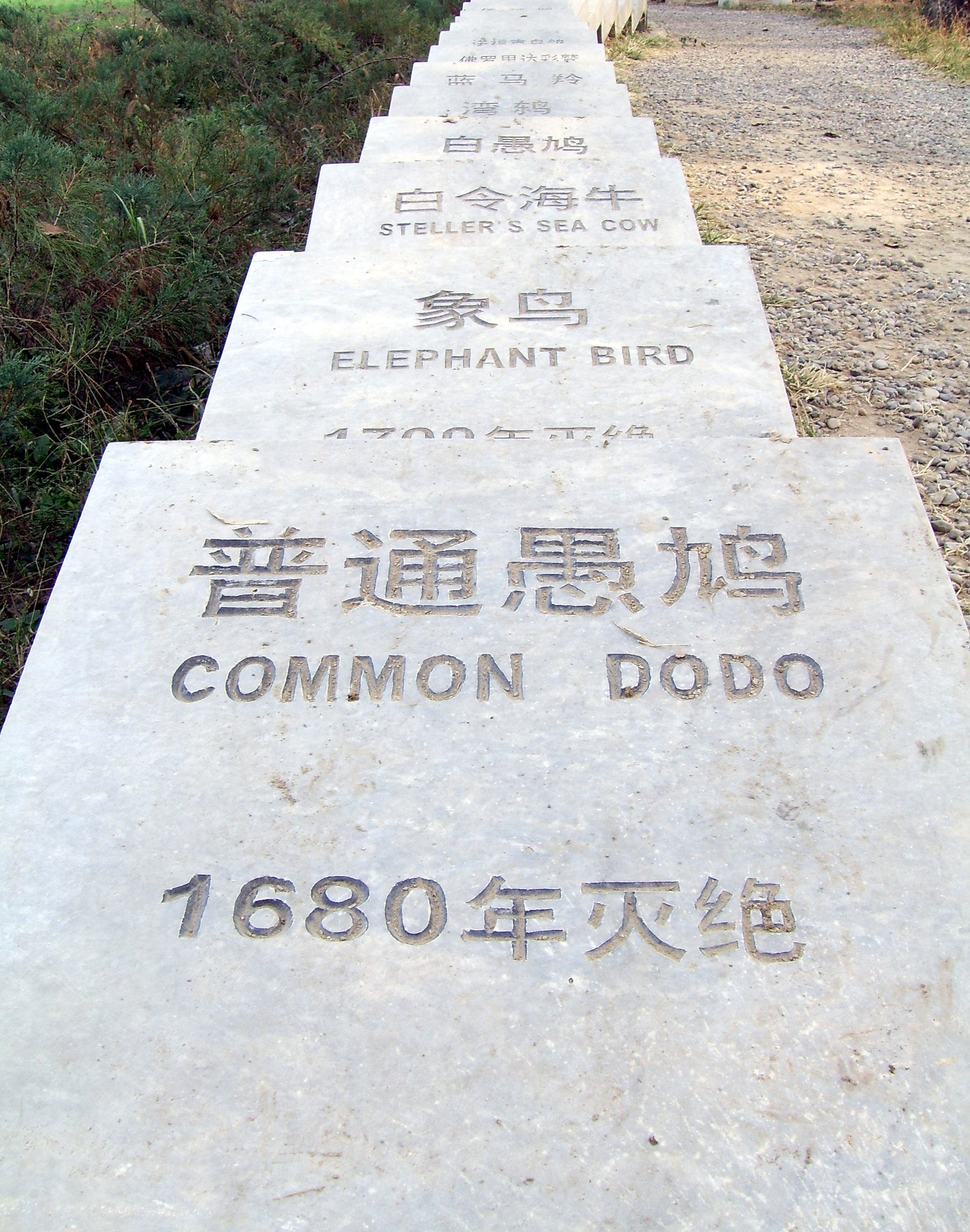
世界絶滅動物墓地。中国北京瀛州生態公園。また、世界中で人間によって絶滅した生物の慰霊碑ライフ・ケルンが建てられている。

絶滅した動物一覧（ぜつめつしたどうぶついちらん、List of extinct animals）は、地球上から絶滅した動物のリストである。野生個体の絶滅である「野生絶滅」も扱う。
（注意: このリストに掲載されている動物以外にも絶滅した動物は多く存在する）

## 絶滅した分類群（目階級以上）
現生種に至る側系統群とされるものは「＊」で示す。

### 脱皮動物
- （和訳なし）Palaeoscolecida（基盤的な鰓曳動物？[1]）：カンブリア紀 - シルル紀
- 葉足動物 Lobopodia＊[注釈 1][2][3]（汎節足動物）：カンブリア紀 - 石炭紀

#### 節足動物
- （和訳なし）Archaeostraca（甲殻類、軟甲類）：カンブリア紀 - ペルム紀[4][5][6]
- （和訳なし）Artiopoda[7][8]：カンブリア紀 - ペルム紀
  - 三葉形類 Trilobitomorpha：カンブリア紀 - ペルム紀
    - （和訳なし）Conciliterga：カンブリア紀
    - 三葉虫 Trilobita：カンブリア紀 - ペルム紀
    - （和訳なし）Nektaspida：カンブリア紀 - シルル紀
    - （和訳なし）Xandarellida（=Petalopleura）：カンブリア紀

  - （和訳なし）Vicissicaudata：カンブリア紀 - デボン紀
    - ケロニエロン類 Cheloniellida：オルドビス紀 - デボン紀
    - 光楯類/アグラスピス類[9] Aglaspidida：カンブリア紀 - オルドビス紀
- （和訳なし）Cyclida（旧称 Cycloidea、甲殻類？[10][5]）：石炭紀 - 白亜紀
- 恐蟹類[11] Dinocaridida＊[注釈 2]（Dinocarida とも、基盤的な節足動物[2][3]）：カンブリア紀 - デボン紀
  - ラディオドンタ類[12][13][14][15]/放射歯類[9] Radiodonta（旧称 アノマロカリス類[16][17]）：カンブリア紀 - デボン紀
- （和訳なし）Enantiopoda（甲殻類、ムカデエビ類）：石炭紀[18]
- （和訳なし）Hymenocarina（大顎類）[19]：カンブリア紀
- （和訳なし）Kazacharthra（甲殻類、鰓脚類）[5]：三畳紀 - ジュラ紀
- （和訳なし）Phosphatocopina（基盤的な大顎類？）[20]：カンブリア紀
- アースロプレウラ類 Arthropleuridea（多足類、ヤスデ[21]）：シルル紀 - 石炭紀
- イソキシス類 Isoxyda：カンブリア紀
- ウミサソリ/広翼類 Eurypterida（鋏角類）：オルドビス紀 - ペルム紀[22]
- ウララネイダ類[9] Uraraneida（鋏角類、クモガタ類）：デボン紀 - ペルム紀[22]
- オオトンボ類 Meganisoptera（旧称 原トンボ類 Protodonata、昆虫）：石炭紀 - ペルム紀
- カスマタスピス類[9] Chasmataspidida（鋏角類）：オルドビス紀 - デボン紀[22]
- 奇泳類 Aeschronectida（甲殻類、軟甲類）[23]：石炭紀
- 嚢頭類/ティラコセファルス類[12] Thylacocephala（甲殻類？[5]）：シルル紀 - 白亜紀[5]
- ハベリア類 Habeliida（基盤的な鋏角類[24][25][3]）：カンブリア紀
- ハラフシカブトガニ類/共剣尾類 Synziphosurina＊[注釈 3]（鋏角類）：オルドビス紀 - 石炭紀[22][26]
- パレオカリス類 Palaeocaridacea（甲殻類、軟甲類）：石炭紀 - ペルム紀[5]
- フーシェンフイア類 Fuxianhuiida：カンブリア紀
- ブラドリア類 Bradoriida：カンブリア紀
- マーレロモルフ類/マルレロモルフ類[12][14] Marrellomorpha：カンブリア紀 - デボン紀
- ムカシアミバネムシ[14]/パレオディクティオプテラ[9] Palaeodictyoptera（昆虫）：石炭紀 - ペルム紀
- 短腹類/ムカシザトウムシ Phalangiotarbi（Phalangiotarbidaとも、鋏角類、クモガタ類）：デボン紀 - ペルム紀[22]
- メガケイラ類[12] Megacheira：カンブリア紀 - デボン紀
- モリソニア類 Mollisoniida（基盤的な鋏角類[25][3]）：カンブリア紀 - オルドビス紀[27]
- ユーシカルシノイド類[12] Euthycarcinoidea（基盤的な多足類？[28]）：カンブリア紀 - 三畳紀
- ワレイタムシ/割板類[29] Trigonotarbida（鋏角類、クモガタ類）：シルル紀 - ペルム紀[22]

### 冠輪動物
- （和訳なし）Machaeridia（環形動物[30]）：オルドビス紀 - 石炭紀
- ヒオリテス Hyolitha（触手冠動物？、基盤的な腕足動物？[31][32][33][34]）：カンブリア紀 - ペルム紀

#### 軟体動物
- （和訳なし）Halwaxiida（基盤的な軟体動物[35][36][37]）：カンブリア紀
- アンモナイト/菊石 Ammonoidea （頭足類）：デボン紀 - 白亜紀
- チョッカクガイ Orthocerida （頭足類）：オルドビス紀 - 三畳紀
- ヘルシオネラ類 Helcionelloida：カンブリア紀 - オルドビス紀
- 厚歯二枚貝/馬尾貝 Hippuritida（二枚貝）：ジュラ紀 - 白亜紀
- 吻殻類 Rostroconchia：カンブリア紀 - ペルム紀

### 後口動物
- フデイシ/グラプトライト Graptolithina（半索動物）：カンブリア紀 - 石炭紀

#### 棘皮動物
- ウミツボミ Blastoidea：オルドビス紀 - ペルム紀
- ウミリンゴ Cystoidea：オルドビス紀 - デボン紀
- エドリオブラストイド Edrioblastoidea[38]：オルドビス紀
- パラブラストイド Parablastoidea[39]：オルドビス紀
- エオクリノイド Eocrinoidea：カンブリア紀 - シルル紀
- パラクリノイド Paracrinoidea：オルドビス紀 - シルル紀
- 円盤類 Cyclocystoidea：オルドビス紀 - デボン紀[40]
- 座ヒトデ Edrioasteroidea：カンブリア紀 - ペルム紀
- 蛇函類 Ophiocistioidea：オルドビス紀 - 三畳紀
- 螺板類 Helicoplacoidea：カンブリア紀

#### 脊索動物
- コノドント Conodonta（脊椎動物、無顎類）：カンブリア紀 - 三畳紀
- 棘魚類 Acanthodii（脊椎動物、魚類）：シルル紀 - ペルム紀
- 魚竜 Ichthyosauria（脊椎動物、爬虫類）：三畳紀 - 白亜紀
- 恐竜 Dinosauria＊[注釈 4]（脊椎動物、爬虫類）：三畳紀 - 白亜紀
- 古虫動物 Vetulicolia：カンブリア紀
- 板皮類 Placodermi＊[注釈 5]（脊椎動物、魚類）：シルル紀 - デボン紀
- 翼竜 Pterosauria（脊椎動物、爬虫類）：三畳紀 - 白亜紀

### その他動物
- （和訳なし）Scleroctenophora（有櫛動物）：カンブリア紀
- （和訳なし）Petalonamae/ランゲオモルフ Rangeomorpha（基盤的な真正後生動物？[41]）：エディアカラ紀
- 古杯動物/古杯類 Archaeocyatha（海綿動物？）：カンブリア紀
- 三裂動物 Trilobozoa（真正後生動物？）：エディアカラ紀
- 盾状動物 Proarticulata（左右相称動物？）：エディアカラ紀

## 先カンブリア時代（46億～5億4,200万年前）
- エディアカラ生物群（エディアカラ動物群）
  - イナリア（Inaria 花虫綱？）
  - エルニエッタ (Ernietta )
  - カルニオディスクス（Charniodiscus ）
  - キンベレラ (Kimberella 左右相称動物 軟体動物?)
  - シクロメデューサ (Cyclomedusa )
  - スプリッギナ (Spriggina 盾状動物)
  - チャルニア（Charnia ランゲオモルフ）
  - ディッキンソニア (Dickinsonia 盾状動物)
  - トリブラキディウム (Tribrachidium 三裂動物)
  - ヨルギア（Yorgia 盾状動物）
- その他の動物 [疑問点 – ノート]
  - エディアカリア （Ediacaria 刺胞動物？）
  - パルバンコリナ（Parvancorina 節足動物?）

## 古生代

### カンブリア紀（5億4,200万～4億8,830万年前）
- 澄江動物群
  - アカントメリディオン（Acanthomeridion 節足動物、Artiopoda類）[42]
  - アノマロカリス（Anomalocaris 節足動物、ラディオドンタ類）[43]
  - アラルコメネウス（Alalcomenaeus アラルコメナエウスとも、節足動物、メガケイラ類）[44]
  - アンテナカンソポディア[45]（Antennacanthopodia 葉足動物）
  - アンプレクトベルア[46][9][47][16]（Amplectobelua アムプレクトベルア[12][17][13][14][15]とも、節足動物、ラディオドンタ類）[48]
  - イソキシス[17]（Isoxys イソクシス[16]とも、節足動物、イソキシス類）
  - インノヴァティオカリス（Innovatiocaris 節足動物、ラディオドンタ類）[49]
  - ウロコディア（Urokodia 節足動物、Artiopoda類）[50]
  - ウェツリコラ（Vetulicola 脊索動物、古虫動物）
  - エーラトゥス（Erratus 節足動物）[51]
  - エルドニア（Eldonia 水腔動物？）
  - オニコディクティオン[9]（Onychodictyon オニコディクチオン[46]とも、葉足動物）[52]
  - カーディオディクティオン（Cardiodictyon カルディオディクティオンとも[9]、葉足動物）[52]
  - カナダスピス（Canadaspis 節足動物、Hymenocarina類）[19]
  - カンブロラスター[13]（Cambroraster 節足動物、ラディオドンタ類）[53]
  - クアドロラミニエラ（Quadrolaminiella 海綿動物）
  - クアマイア（Kuamaia 節足動物、Conciliterga類）
  - ククメリクルス（Cucumericrus 節足動物、ラディオドンタ類？）[54]
  - サペリオン（Saperion 節足動物、Conciliterga類）
  - シェングァンギア（Xianguangia 有櫛動物？）[55]
  - ジェンフェンギア（Jianfengia、節足動物、メガケイラ類）[56]
  - シダズーン（Xidazoon 脊索動物、古虫動物）
  - シノブリウス（Sinoburius 節足動物、Xandarellida類）[57]
  - シャウカリス（Xiaocaris 節足動物、フーシェンフイア類）[58]
  - シャンコウイア（Shankouia 節足動物、フーシェンフイア類、リャンワンシャニア Liangwangshania のシノニムともされる）[59][60]
  - シャンダレラ（Xandarella 節足動物、Xandarellida類）
  - シンダレラ（Cindarella 節足動物、Xandarellida類）
  - ジェンシャノポディア（Jianshanopodia 葉足動物）
  - ゼンヘカリス（Zhenghecaris 節足動物、ラディオドンタ類？）[61]
  - チェンジャンゴカリス[9]（Chengjiangocaris 節足動物、フーシェンフイア類）[62]
  - チュアンディアネラ（Chuandianella 節足動物）[63]
  - ナラオイア（Naraoia 節足動物、Nektaspida類）
  - ネクトカリス（Nectocaris、=ベツストベルミス Vetustovermis 毛顎動物）[64]
  - ハイコウカリス（Haikoucaris 節足動物、メガケイラ類）[65]
  - パウシポディア[9]（Paucipodia 葉足動物）[52]
  - パラエオスコレクス（Palaeoscolex 脱皮動物、Palaeoscolecida）
  - パラペイトイア（Parapeytoia パラペユトイアとも、節足動物、メガケイラ類）[56]
  - ハリコンドリテス（Halichondrites 海綿動物）
  - ハルキゲニア（Hallucigenia 葉足動物）[66][52]
  - バンフィア（Banffia 脊索動物、古虫動物）
  - ファシヴェーミス（Facivermis 葉足動物）[52][67]
  - フィトフィラスピス（Phytophilaspis 節足動物、Xandarellida類）
  - フーシェンフイア（Fuxianhuia フーシャンフイア[46]、フクシアンフイア[16][12]、フージャンフイア[9]とも、=ピシンノカリス Pisinnocaris、節足動物、フーシェンフイア類）[68][69]
  - フェンゼンギア（Fengzhengia 節足動物）[70]
  - フォルティフォルケプス （Fortiforceps 節足動物、メガケイラ類）[56]
  - ヘリオメドゥーサ（Heliomedusa 腕足動物）
  - ホウカリス（Houcaris 節足動物、ラディオドンタ類）[71]
  - ミクロディクティオン（Microdictyon 葉足動物）[52]
  - ミロクンミンギア（Myllokunmingia 脊索動物、既知最古の魚類）
  - メガディクティオン（Megadictyon 葉足動物）[52]
  - メタルデテス（Metaldetes 古杯動物）
  - ユンナノゾーン（Yunnanozoon 半索動物/脊索動物？）
  - ライララパクス（Lyrarapax ライララパックスとも[14][17]、節足動物、ラディオドンタ類）[72]
  - ラミナカリス[13]（Laminacaris 節足動物、ラディオドンタ類）[73]
  - ラムスコルディア（Ramskoeldia 節足動物、ラディオドンタ類）[74]
  - リャンワンシャニア（Liangwangshania 節足動物、フーシェンフイア類）[60]
  - ルオリシャニア（Luolishania、=ミラルオリシャニア Miraluolishania 葉足動物）[52]
  - レアンコイリア（Leanchoilia 節足動物、メガケイラ類）[75]
  - レティファシス（Retifacies 節足動物、三葉形類）[76]
  - レニサンブラトリクス（Lenisambulatrix 葉足動物）[52]
  - レニシカリス（Lenisicaris 節足動物、ラディオドンタ類）[43]
- バージェス動物群
  - アイシェアイア[46][12][17][14][15]（Aysheaia アイシュアイア[9][47][16]とも、葉足動物）[52]
  - アノマロカリス（Anomalocaris 節足動物、ラディオドンタ類）[77][78]
  - アラルコメネウス（Alalcomenaeus アラルコメナエウスとも、節足動物、メガケイラ類）[79]
  - アンプレクトベルア（Amplectobelua アムプレクトベルアとも、節足動物、ラディオドンタ類）[80]
  - アミスクウィア （Amiskwia 毛顎動物）[81]
  - イソキシス[17]（Isoxys イソクシス[16]とも、節足動物、イソキシス類）
  - ヴァウヒア（Vauxia 海綿動物）
  - ウィワクシア（Wiwaxia 軟体動物、Halwaxiida類）
  - エクマトクリヌス（Echmatocrinus 棘皮動物）
  - エメラルデラ（Emeraldella 節足動物、Vicissicaudata類）[82]
  - エルドニア（Eldonia 水腔動物？）
  - オダライア （Odaraia 節足動物、Hymenocarina類）[19]
  - オットイア（Ottoia 鰓曳動物）
  - オドントグリフス（Odontogriphus 軟体動物、Halwaxiida類）
  - オパビニア（Opabinia 節足動物、恐蟹類）
  - オヴァティオヴェーミス（Ovatiovermis 葉足動物）
  - カナダスピス（Canadaspis 節足動物、Hymenocarina類）[19]
  - カナディア （Canadia 環形動物）
  - カリョシントリプス（Caryosyntrips 節足動物、ラディオドンタ類）[80][83]
  - カンブロラスター（Cambroraster 節足動物、ラディオドンタ類）[61]
  - コリンソヴェーミス（Collinsovermis 葉足動物）
  - サロトロセルクス（Sarotrocercus サロトロケルクスとも、節足動物）[84]
  - サンクタカリス（Sanctacaris 節足動物、ハベリア類）[24]
  - シダズーン（Xidazoon 古虫動物）
  - シドネイア（Sidneyia 節足動物、Vicissicaudata類）[8]
  - シファッソークタム（Siphusauctum）
  - スタンレイカリス（Stanleycaris スタンレーカリスとも、節足動物、ラディオドンタ類）[85]
  - スルシカリス（Surusicaris 節足動物、イソキシス類）[86]
  - チョイア（Choia 海綿動物）
  - ツゾイア（Tuzoia 節足動物、Hymenocarina類）[87]
  - ティタノコリス（Titanokorys タイタノコリスとも、節足動物、ラディオドンタ類）[88]
  - ディノミスクス（Dinomischus 有櫛動物？）[55]
  - テゴペルテ（Tegopelte 節足動物、Conciliterga類）
  - トクンミア（Tokummia 節足動物、Hymenocarina類）[19]
  - ナラオイア（Naraoia 節足動物、Nektaspida類）
  - ネクトカリス（Nectocaris 毛顎動物）[89]
  - バージェシア（Burgessia 節足動物）
  - バージェスソキータ（Burgessochaeta 環形動物）
  - ハーペトガスター（Herpetogaster 水腔動物）
  - ハプロフレンティス（Haplophrentis 触手冠動物、ヒオリテス類）
  - ハベリア（Habelia 節足動物 、ハベリア類）[24]
  - ハルキエリア（Halkieria 軟体動物、Halwaxiida類）
  - ハルキゲニア（Hallucigenia 葉足動物）[90][52]
  - バルフティカリス（Balhuticaris 節足動物、Hymenocarina類）[91]
  - パクカリス（Pakucaris 節足動物、Hymenocarina類）[92]
  - ピカイア（Pikaia 脊索動物）
  - ピラニア（Pirania 海綿動物）
  - フルディア（Hurdia 節足動物、ラディオドンタ類）[93]
  - フィブラカリス（Fibulacaris 節足動物、Hymenocarina類？）[94]
  - ブランキオカリス（Branchiocaris 節足動物、Hymenocarina類）[19]
  - ヘルメティア（Helmetia 節足動物、Conciliterga類）
  - ペイトイア[13][15]（Peytoia ペユトイア[12]とも、=ラガニア[47] Laggania ラッガニア[17]、ラガーニア[16]、ラグガニアとも、節足動物、ラディオドンタ類）[61]
  - ペルスピカリス（Perspicaris 節足動物、Hymenocarina類）[19]
  - マーレラ[47]（Marrella マルレラ[46][16][12][14][9][15]とも、節足動物 、マーレロモルフ類）[95]
  - メタスプリッギナ（Metaspriggina 脊索動物）
  - メタルデテス（Metaldetes 古杯動物）
  - モスラ（Mosura 節足動物、ラディオドンタ類）[96]
  - モリソニア[97]（Mollisonia 節足動物、モリソニア類）[25]
  - ヨホイア（Yohoia 節足動物、メガケイラ類）[98]
  - ヤウニク（Yawunik ヤウニック[12]とも、節足動物、メガケイラ類）[99]
  - ルイゼラ（Louisella 脱皮動物、鰓曳動物？[100]）
  - レアンコイリア（Leanchoilia 節足動物、メガケイラ類）[101]
  - ワプティア（Waptia 節足動物、Hymenocarina類）[102]
- シリウス・パセット動物群
  - イソキシス[17]（Isoxys イソクシス[16]とも、節足動物、イソキシス類）
  - ケリグマケラ（Kerygmachela 節足動物、恐蟹類、葉足動物ともされる）[52]
  - タミシオカリス（Tamisiocaris 節足動物、ラディオドンタ類）[103]
  - ティモレベスティア（Timorebestia 毛顎動物）[104]
  - ハドラナックス（Hadranax 葉足動物）[52]
  - ハルキエリア（Halkieria 軟体動物 、Halwaxiida類）
  - パウロテーミヌス（Pauloterminus 節足動物、Hymenocarina類）[102]
  - パンブデルリオン（Pambdelurion 節足動物、恐蟹類、葉足動物ともされる）[52]
  - メタルデテス（Metaldetes 古杯動物）
- その他の動物群に特有
  - アグラスピス（Aglaspis 節足動物、光楯類）
  - アシノクリクス（Acinocricus 葉足動物）[52]
  - アパンクラ（Apankura 節足動物、ユーシカルシノイド類）[105]
  - アラカリス（Alacaris 節足動物、フーシェンフイア類）[106]
  - アルケオキアントゥス（海綿動物）
  - ウースリナカリス（Ursulinacaris 節足動物、ラディオドンタ類）[107]
  - エリプソケファルス（Ellipsocephalus 棘皮動物）
  - オーステノトゥブルス（Orstenotubulus 葉足動物）[52]
  - カンブロピクノゴン（Cambropycnogon 節足動物、既知最古のウミグモ）[108]
  - クリペカリス（Clypecaris 節足動物、Hymenocarina類？）[109]
  - クリマクティクニテス（Climacticnites）
  - グァンウェイカリス（Guangweicaris 節足動物、フーシェンフイア類）[110]
  - コーダティカリス（Cordaticaris 節足動物、ラディオドンタ類）[111]
  - コトゥルノキスティス（Cothurnocystis 棘皮動物）
  - コリンシウム（Collinsium 葉足動物）[52]
  - シベリオン（Siberion 葉足動物）[52]
  - トライトニクス（Tritonychus 葉足動物）[52]
  - ネッタペゾウラ[17]（Nettapezoura 節足動物）[112]
  - パーヴァンティア（Pahvantia 節足動物、ラディオドンタ類）[113]
  - パラドキシデス （Paradoxides 節足動物、三葉虫）
  - パラノマロカリス（Paranomalocaris 節足動物、ラディオドンタ類）[114]
  - ピクノドキアトゥス（古杯動物）
  - ブッカスピネア（Buccaspinea 節足動物、ラディオドンタ類）[115]
  - プレクトロノセラス（Plectronoceras 軟体動物）
  - ヘバーテラ（触手冠動物）
  - ベックウィジア（Beckwithia 節足動物、光楯類）
  - ペロノプシス（Peronopsis 節足動物、三葉虫）
  - ユタウロラ[116]（Utaurora 節足動物、恐蟹類）[117]
  - ラトウケラ （Latouchella 軟体動物）
  - リフアカリス（Lihuacaris 節足動物）[118]
  - ゼヌシオン[9]（Xenusion 葉足動物）[52]

### オルドビス紀（4億8,830万～4億4,370万年前）・シルル紀（4億4,370万～4億1,600万年前）
- アキュティラムス[9]（Acutiramus アクチラムス[12][17][14]とも、 節足動物、ウミサソリ）[22]
- アサフス（Asaphus 節足動物、三葉虫）
- アストラスピス（Astraspis 無顎類）
- アランダスピス（Arandaspis 無顎類）
- ヴェヌストゥルス（Venustulus 節足動物、ハラフシカブトガニ類）[22]
- エーギロカシス（Aegirocassis 節足動物 、既知最大のラディオドンタ類）[119]
- エオアースロプレウラ（Eoarthropleura[120] 節足動物、ヤスデ、アースロプレウラ類）[21]
- エオドゥスリア（Eoduslia 節足動物、ケロニエロン類）
- エリエオプテルス（Erieopterus 節足動物、ウミサソリ）[22]
- エレトプテルス（Erettopterus エレットプテルスとも[9]、 節足動物、ウミサソリ）[22]
- エンクリヌルス（Encrinurus 節足動物、三葉虫）
- オファコルス[16][12][14]（Offacolus オッファコルス[17]、オーファコルス[121]とも、節足動物、鋏角類）[22]
- オニコプテレラ（Onychopterella 節足動物、ウミサソリ）[22]
- オピペウター（Opipeuterella 節足動物、三葉虫）
- オルトセラス（Orthoceras 軟体動物、チョッカクガイ）
- オンニア（Onnia 節足動物、三葉虫）
- カスマタスピス[9]（Chasmataspis ネジムシ[29]とも、節足動物、カスマタスピス類）[22]
- カリメネ （Calymene 節足動物、三葉虫）
- カルシコルデート（calcichordate 棘皮動物）
- カルシノソマ（Carcinosoma 節足動物、ウミサソリ）[22]
- カルバリア（Kalbarria 節足動物、ユーシカルシノイド類）
- カメラステラ（軟体動物）
- キシロコリス[12][14][17][15]（Xylokorys 節足動物、マーレロモルフ類）
- キャモセファルス（Cyamocephlus 節足動物、ハラフシカブトガニ類）[22]
- クサリサンゴ（Halysites 刺胞動物、床板サンゴ類[122]）
- クリマティウス（Climatius 棘魚類）
- ケファラスピス（Cephalaspis 無顎類）
- ココモプテルス（Kokomopterus 節足動物、ウミサソリ）[22]
- サカバンバスピス（Sacabambaspis 無顎類）
- シウルコプテルス（Ciurcopterus 節足動物、ウミサソリ）[22]
- ストロビロプテルス（Strobilopterus 節足動物、ウミサソリ）[22]
- スリモニア（Slimonia 節足動物、ウミサソリ）[22]
- シュードニスクス（Pseudoniscus 節足動物、ハラフシカブトガニ類）
- セレノペルティス （Selenopeltis 節足動物、三葉虫）
- タナヒタ（Thanahita 葉足動物）[123]
- ダイバステリウム[16]（Dibasterium 節足動物、鋏角類）[22]
- ダルトムティア（Dartmuthia 無顎類）
- テロドゥス（Thelodus 無顎類）
- ディプロアスピス[9]（Diploaspis 節足動物、カスマタスピス類）
- トリアルツルス （Triarthrus 節足動物、三葉虫）
- トレマタスピス（Tremataspis 無顎類）
- トムリンソヌス（Tomlinsonus 節足動物、マーレロモルフ類）[124]
- ドリコプテルス（Dolichopterus 節足動物、ウミサソリ）[22]
- ドゥスリア（Duslia 節足動物、ケロニエロン類）
- ナラオイア（Naraoia 節足動物、Nektaspida類）
- ネオアサフス（Neoasaphus 節足動物、三葉虫、アサフスに含まれるともされる）
- ハリエステス（Haliestes 節足動物、ウミグモ類）[22]
- パラスティロヌルス（Parastylonurus 節足動物、ウミサソリ）[22]
- パリオスコーピオ[45]（Parioscorpio 所属不明の節足動物[125]）
- ビルケニア（Birkenia 無顎類）
- フグミレリア（Hughmilleria 節足動物、ウミサソリ）[22]
- ファコプス（Phacops 節足動物、三葉虫）
- ファリンゴレピス（Pharyngolepis 無顎類）
- プテリゴトゥス（Pterygotus プテリゴートゥス[47][126]とも、節足動物、ウミサソリ）[22]
- プロスコルピウス（Proscorpius 節足動物、クモガタ類、サソリ）[22]
- ヘバーテラ（触手冠動物）
- リムロイデス（Limuloides 節足動物、ハラフシカブトガニ類）[22]
- ルナタスピス（Lunataspis 節足動物、既知最古のカブトガニ類）[22]
- ペンテコプテルス（Pentecopterus 節足動物、既知最古のウミサソリ）[22]
- ミエリテリン（Mieridduryn 節足動物、恐蟹類）[127]
- ミクソプテルス（Mixopterus 節足動物、ウミサソリ）[22]
- メガログラプトゥス（Megalograptus 節足動物、ウミサソリ）[22]
- モリソニア[97]（Mollisonia 節足動物、モリソニア類）[128]
- ユーリプテルス（Eurypterus 節足動物、ウミサソリ）[22]

### デボン紀（4億1,600万～3億5,920万年前）
- アカントーデス（Acanthodes 棘魚類）
- アカントステガ（Acanthostega 初期の四肢動物）
- アキュティラムス[9]（Acutiramus アクチラムス[12][17][14]とも、節足動物、ウミサソリ）[22]
- イクチオステガ（Ichthyostega 両生類）
- ウィンガートシェリクス（Wingertshellicus、=デヴォノヘキサポドゥス Devonohexapodus、所属不明の節足動物）[129]
- ウェインベルギナ（Weinbergina 節足動物、ハラフシカブトガニ類）[22]
- ヴァコニシア[12][14][17]（Vachonisia 節足動物、マーレロモルフ類[130]）
- エアストマノステウス（Eastmanosteus 板皮類）
- エオアースロプレウラ（Eoarthropleura[120] 節足動物、ヤスデ）[21]
- エリエオプテルス（Erieopterus 節足動物、ウミサソリ）[22]
- エルギネルペトン（Elginerpeton 両生類）
- エレトプテルス（Erettopterus エレットプテルスとも[9]、節足動物、ウミサソリ）[22]
- エウステノプテロン（Eusthenopteron ユーステノプテロンとも、硬骨魚類）
- オステオレピス（Osteolepis 硬骨魚類）
- オルタカントゥス (Orthacanthus 軟骨魚類)
- クサリサンゴ（Halysites 刺胞動物、床板サンゴ類[122]）
- クプレッソクリニテス（Cupressocrinites 棘皮動物）
- クラドセラケ（Cladoselache クラドセラキー[131]とも、軟骨魚類、古代のサメ）
- クリマティウス（Climatius 棘魚類）
- ケイロレピス（Cheirolepis 硬骨魚類）
- ケロニエロン[97]（Cheloniellon チェロニエロン[9]とも、節足動物、ケロニエロン類）[132]
- ゲムエンディナ（Gemuendina 板皮類）
- ゲラストス（Gerastos 節足動物、三葉虫）
- コッコステウス（Coccosteus 板皮類）
- シンダーハンネス（Schinderhannes 節足動物、既知最晩期のラディオドンタ類）[61]
- イェーケロプテルス（Jaekelopterus ジェケロプテルス[9]、ヤエケロプテルス[126]とも、節足動物、既知最大のウミサソリ[133]）[22]
- ステタカントゥス（Stethacanthus ステタカンサスとも、軟骨魚類、古代のサメ）
- スティロヌルス（Stylonurus 節足動物、ウミサソリ）[22]
- ストロビロプテルス（Strobilopterus 節足動物、ウミサソリ）[22]
- ダンクルオステウス（Dunkleosteus 板皮類）
- ディプノリンクス（Dipnorhynchus 硬骨魚類、ハイギョ）
- ドリアスピス（Doryaspis 無顎類）
- ドレパナスピス（Drepanaspis 無顎類）
- パレオイソプス（Palaeoisopus 節足動物、ウミグモ類）[22]
- パレオカリヌス（Palaeocharinus =パレオカリノイデス Palaeocharinoides、節足動物、クモガタ類、ワレイタムシ）[22]
- パレオパントプス（Paleopantopus 節足動物、ウミグモ類）[22]
- ヒベルトプテルス（Hibbertopterus 節足動物、ウミサソリ）[22]
- ファコプス（Phacops 節足動物、三葉虫）
- ブロントスコルピオ（Brontoscorpio 節足動物、クモガタ類、サソリ）[22]
- プテラスピス（Pteraspis 無顎類）
- プテリゴトゥス（Pterygotus プテリゴートゥス[47][126]とも、節足動物、ウミサソリ）[22]
- プロトカルス（Protocarus 節足動物、クモガタ類、ダニ）[22]
- ヘバーテラ（触手冠動物）
- ヘテロクラニア（Heterocrania 節足動物、ユーシカルシノイド類）
- ヘミキクラスピス（Hemicyclaspis 無顎類）
- ボトリオレピス（Bothriolepis 板皮類）
- ポロプチキウス（硬骨魚類）
- マテルピスキス  (板皮類)
- ミクロディケンプレクス（Microdecemplex 節足動物、ヤスデ、アースロプレウラ類）[21]
- ミメタスター（Mimetaster 節足動物、マーレロモルフ類）
- モセロプテルス（Moselopterus 節足動物、ウミサソリ）[22]
- リニエラ（Rhyniella 節足動物、トビムシ、既知最古の六脚類の1つ）
- ルナスピス（Lunaspis 板皮類）

### 石炭紀（3億5,920万～2億9,900万年前）
- アースロプレウラ（Arthropleura コダイオオヤスデとも、既知最大の節足動物[134]、ヤスデ、アースロプレウラ類[135]）
- アカントーデス（Acanthodes 棘魚類）
- アルケオキダリス（棘皮動物、ウニ）
- アーケオシリス（Archaeothyris 単弓類）
- アルトロリコーサ（節足動物）
- イアンタサウルス（Ianthasaurus 単弓類）
- ウェストロティアナ（Westlothiana 爬虫類）
- エキネルペトン（単弓類）
- エスコニテス（Esconites 環形動物、多毛類）
- エオギリヌス（Pholiderpetonとも 両生類）
- オフィダペトン（Edaphosaurus 両生類）
- エダフォサウルス（単弓類）
- エトブラッティナ　(節足動物)
- エリオプス（Eryops 両生類）
- カーボトゥブルス（Carbotubulus 既知最晩期の葉足動物）[52]
- カリデクテス（Kallidecthes 節足動物、甲殻類、十脚類）
- キセナカントゥス（Xenacanthus 軟骨魚類、古代のサメ）
- クサリサンゴ（Halysites 刺胞動物、床板サンゴ類[122]）
- ゲラルス　(節足動物、昆虫)
- コクリオダス（軟骨魚類）
- プレシオシロ（Plesiosiro コスリイムシとも、節足動物、クモガタ類）[22]
- シムモリウム（Symmorium 軟骨魚類、古代のサメ）
- ステタカントゥス（Stethacanthus 軟骨魚類、古代のサメ）
- ステノディクティア（Stenodictya 節足動物、昆虫、ムカシアミバネムシ）
- ディアデクテス（Diadectes 両生類）
- デルトプティキウス（Deltoptychius 軟骨魚類）
- トゥプス（Tupus 節足動物、昆虫、オオトンボ）
- トゥリモンストゥルム（Tullimonstrum タリモンストラムとも、所属不明の左右相称動物）
- ハプトドゥス（Haptodus 単弓類）
- ハルパゴフタトル（Harpagofutator 軟骨魚類、古代のサメ）
- パレオリムルス（Paleolimulus 節足動物、カブトガニ類）[22]
- ヒロノムス（Hylonomus 初期の爬虫類の1つ）
- ファルカトゥス（Falcatus 軟骨魚類、古代のサメ）
- ブランキオサウルス（Branchiosaurus 両生類）
- プルモノスコルピウス（Pulmonoscorpius 節足動物、クモガタ類、サソリ）[22]
- プロテロギリヌス（爬形類）
- プロトディアンフィプノア（Protodiamphipnoa 節足動物、昆虫）
- プロトファスマ （Protophasma 節足動物 、昆虫 ）
- ペデルペス（Pederpes 両生類）
- ヘリコプリオン（Helicoprion 軟骨魚類、古代のサメ）
- マクロメリオン（単弓類）
- メガネウラ（Meganeura 節足動物 、昆虫、オオトンボ）
- メガラクネ（Megarachne 節足動物、ウミサソリ）[22]
- メゾサイロス（Mazothairos 節足動物、昆虫、ムカシアミバネムシ）
- モラヴァミラクリス（節足動物、昆虫）
- ラブドデルマ（Rhabdoderma 硬骨魚類、シーラカンス）
- ユウプループス（Euproops 節足動物、カブトガニ類）[22]

### ペルム紀（二畳紀）（2億9,900万～2億5,100万年前）
- アースロプレウラ（Arthropleura コダイオオヤスデとも、節足動物、ヤスデ）[134]
- アウストラロバルバルス（単弓類）
- アカントーデス（棘魚類）
- アプトロブラティナ（Aphthoroblattina 節足動物、昆虫、ゴキブリ）
- アルケゴサウルス（両生類）
- ヴァラノサウルス（Varanosaurus 単弓類）
- ウェイゲルティサウルス（爬虫類）
- ウラノケントロドン（両生類）
- エウフォベリア（節足動物）
- エダフォサウルス（単弓類）
- エリオプス（両生類）
- エルギニア（爬虫類）
- エンナトサウルス（Ennatosaurus 単弓類）
- オフィアコドン（単弓類）
- カセア（単弓類）
- ガレプス（Galepus 単弓類）
- システケファルス（単弓類）
- クサリサンゴ（Halysites 刺胞動物、床板サンゴ類[122]）
- クテノスポンディルス（Ctenospondylus 単弓類）
- コエルロサウラヴス（爬虫類、トビトカゲ）
- コクリオダス（軟骨魚類）
- コティロサウルス（Captorhinida 爬虫類）
- コティロリンクス（単弓類）
- ゴルゴノプス（単弓類）
- サウロクトルス（単弓類）
- シームリア（セイムリアとも、両生類）
- シムモリウム（Symmorium 軟骨魚類、古代のサメ）
- スクトサウルス（爬虫類）
- スフェナコドン（単弓類）
- セコドントサウルス（単弓類）
- ディイクトドン（単弓類）
- ディキノドン（単弓類）
- ティタノスクス（Titanosuchus 単弓類）
- ディプロカウルス（ディプロコウルスとも、両生類）
- ディプロセラスピス（両生類）
- ディメトロドン（単弓類）
- テトラケラトプス（単弓類）
- ネオサウルス（Neosaurus 単弓類）
- バゲヘルペトン（アルケゴサウルス科）両生類
- バシグナトゥス（単弓類）
- パレイアサウルス（Pareiasaurus 爬虫類）
- パレオリムルス（Paleolimulus 節足動物、カブトガニ類）[22]
- ヒボドゥス（軟骨魚類、古代のサメ）
- プリオノスクス（史上最大の両生類）
- プロキノスクス（単弓類）
- ヘリコプリオン（軟骨魚類、古代のサメ）
- ホヴァサウルス（単弓類）
- ミクロブラキス（両生類）
- メソサウルス（爬虫類）
- モスコプス（単弓類）
- ヤンギナ（Youngina 爬虫類）
- ラッコケファルス（両生類）
- リカエノプス（単弓類）
- リコスクス（単弓類）
- リネスクス（両生類）
- リムノスケリス（爬虫類）

## 中生代
- アクロサレニア（棘皮動物 、ウニ）
- アヌログナトゥス（翼竜）
- イスキオドゥス（Ischyodus 軟骨魚類）
- エリトロテリウム（Erythrotherium 哺乳類）
- オペティオサウルス（爬虫類）
- カリデルマ（棘皮動物 、ヒトデ）
- ガルバ（軟体動物）
- カンプトバータル（Kamptobaatar 哺乳類）
- グナトサウルス（翼竜）
- グリッピア（Grippia 魚竜）
- ゲオコーマ（棘皮動物 、クモヒトデ）
- コエロプティキウム（Coeloptychium 刺胞動物）
- シフォニア（海綿動物）
- スピロルビス（Spirorbis 環形動物）
- ディアデマ（棘皮動物 、ウニ）
- デンタリウム（軟体動物）
- パラエオウロボルス（Palaeoouroboros 節足動物、クモガタ類、クモ）
- パレオニスクム（Palaeoniscum 硬骨魚類）
- ビリニア（硬骨魚類）
- フォベトール（翼竜）
- プラノルビナ（軟体動物）
- プレウロトマリア（Pleurotomaria 軟体動物）
- ポリトロシア（海綿動物）
- マクロポマ（硬骨魚類）
- ミティルス（軟体動物）
- モンティヴァルティア（刺胞動物）

### 三畳紀（2億5,190万～2億130万年前）
- アエトサウルス（Aetosaurus 爬虫類）
- アジリサウルス（爬虫類）
- アデロバシレウス（哺乳類）
- アファネランマ（両生類）
- アリゾナサウルス　(爬虫類)
- アリワリア（獣脚類）
- アンテオサウルス（単弓類）
- イカロサウルス（Icarosaurus 爬虫類、トカゲ）
- ウーテルシア（哺乳類）
- ウタツサウルス（魚竜）
- エウディモルフォドン （ユーディモルフォドンとも、最古の翼竜）
- エオゾストロドン（哺乳類）
- エオラプトル（最古の恐竜、獣脚類）
- エフィギア（爬虫類）
- エフラアシア（Efraasia 恐竜、獣脚類）
- エリキオラケルタ（Ericiolacerta 爬虫類）
- エリトロスクス（Erythrosuchus 爬虫類）
- オーストロリムルス（Austrolimulus 節足動物、カブトガニ類）[22]
- オドントケリス （Odontochelys 爬虫類）
- オルニトスクス（爬虫類）
- カスマトサウルス（爬虫類）
- カピトサウルス（両生類）
- カンネメエリア（単弓類）
- キクロトサウルス（両生類）
- キノグナトゥス（単弓類）
- キュネオサウルス（Kuehneosaurus 爬虫類、トカゲ）
- グラシリスクス（爬虫類）
- クレヴォサウルス（Clevosaurus 爬虫類）
- ケレシオサウルス（Ceresiosaurus 海棲爬虫類）
- ゲロトラックス （ゲロソラックスとも、両生類）
- コエロフィシス（恐竜、獣脚類）
- ゴジラサウルス（恐竜、獣脚類）
- サウリクティス（Saurichthys 硬骨魚類）
- サウロスクス（爬虫類、ワニ）
- サルトポスクス（Saltoposuchus 爬虫類）
- シーラカンタス（硬骨魚類、シーラカンス）
- シノカンネメエリア（単弓類）
- シノコノドン（哺乳類）
- シャロビプテリクス（爬虫類）
- シャンシオドン（単弓類）
- シャンシスクス（Shansisuchus 爬虫類）
- ショニサウルス（魚竜）
- ジョンケリア（Jonkeria 単弓類）
- シレサウルス（恐竜、鳥盤目）
- スカフォニクス（爬虫類）
- スクレロモクルス（爬虫類）
- スタウリコサウルス（恐竜、獣脚類）
- スタゴノレピス（Stagonolepis 爬虫類）
- タニストロフェウス（爬虫類）
- ティキノスクス（爬虫類）
- ディキノドン（単弓類）
- ディプテルス（Dipterus 硬骨魚類、ハイギョ）
- ディプルルス（Diplurus 硬骨魚類、シーラカンス）
- テコドントサウルス（恐竜、古竜脚類）
- デスマトスクス（爬虫類）
- デルサティア（Delsatia 哺乳類）
- テレストリスクス（爬虫類、ワニ目）
- トリアスルス（両生類 、有尾目）
- トリアドバトラクス（両生類、カエル目）
- トリナクソドン（単弓類）
- トリロフォサウルス（Trilophosaurus 爬虫類）
- ドレパノサウルス（Drepanosaurus 爬虫類）
- トロコサウルス（Trochosaurus 単弓類）
- ノトサウルス（海棲爬虫類）
- パラカンネメエリア（単弓類）
- パラスクス（Parasuchus 爬虫類）
- ハラミア（哺乳類）
- ハルティコサウルス（恐竜、獣脚類）
- ヒプソグナトゥス（Hypsognathus 単弓類）
- ヒペロダペドン（爬虫類、リンコサウルス類）
- ピサノサウルス（恐竜、鳥脚類）
- プセフォデルマ（爬虫類）
- プラコケリス （Placochelys 海棲爬虫類）
- プラコドゥス （海棲爬虫類、板歯目）
- プラケリアス（単弓類）
- ブラットイデアレステス（単弓類）
- プラテオサウルス（恐竜、竜脚類）
- プレオンダクティルス（翼竜）
- ブローミステガ（両生類）
- プロガノケリス（爬虫類、カメ目）
- プラギオサウルス（Plagiosaurus）
- プレオンダクティルス（翼竜）
- プロテロケルシス（爬虫類、カメ目、最古のヘビクビガメ）
- プロテロスクス（爬虫類）
- ペテイノサウルス（翼竜）
- ヘノドゥス（爬虫類）
- ヘレラサウルス（恐竜、獣脚類）
- ポストスクス（爬虫類）
- マクロクネムス（Macrocnemus 爬虫類）
- マストドンサウルス（両生類）
- マラスクス（爬虫類）
- ミクソサウルス（魚竜）
- ムスサウルス（恐竜、竜脚類）
- メソリムルス（Mesolimulus 節足動物、カブトガニ類）[22]
- メガゾストロドン（哺乳類）
- メガランコサウルス（爬虫類）
- メタノトサウルス（海棲爬虫類）
- メトポサウルス（両生類）
- メラノロサウルス（恐竜、竜脚類）
- モイヨ（哺乳類）
- モノチス（二枚貝）
- ユーパルケリア（爬虫類）
- ラゴスクス（Lagosuchidae 爬虫類）
- ラビドサウルス（単弓類）
- ラリオサウルス（Lariosaurus 爬虫類）
- リストロサウルス（単弓類）
- リリエンステルヌス（恐竜、獣脚類）
- リンコサウルス（Rhynchosaur 爬虫類）
- ルーフェンゴコノドン（哺乳類）
- ルーティオドン（ルティオドンとも、爬虫類）
- レヴェルトラプトル（恐竜、獣脚類）
- レプトレピス（Leptolepis 硬骨魚類）
- ロサミガレ（Rosamygale 節足動物、クモガタ類、クモ）
- ロトサウルス（Lotosaurus 爬虫類）
- ロンギスクアマ（爬虫類）

### ジュラ紀（2億130万～1億4,550万年前）
- アエシュニデゥム（節足動物、昆虫、トンボ）
- アヌログナトゥス（翼竜）
- アパトサウルス（恐竜、竜脚類）
- アーケオプテリクス （始祖鳥とも、鳥類）
- アリガトリウム（alligatorium 爬虫類、ワニ目）
- アリガトレルス（alligatorellus 爬虫類、ワニ目）
- アルティコノドン（Alticonodon 哺乳類）
- アルデオサウルス（Ardeosaurus 爬虫類）
- アロサウルス（恐竜、獣脚類）
- アンキオルニス(恐竜、獣脚類)
- アンキサウルス（恐竜、竜脚類）
- アンフィコエリアス（恐竜、竜脚類）
- イ　(恐竜、獣脚類)
- イクチオサウルス（魚竜）
- インロング（恐竜、角竜類）
- ヴィエレッラ（両生類、カエル目）
- ヴルカノドン（恐竜、竜脚類）
- エウヘロプス（ユーヘロプスとも、恐竜、竜脚類）
- エオカイキリア（両生類、アシナシイモリ）
- エクスカリボサウルス（魚竜）
- エリオン（Eryon 節足動物、甲殻類、エビ）
- オスニエリア（恐竜、鳥脚類）
- オフタルモサウルス（魚竜）
- オメイサウルス（恐竜、竜脚類）
- オリゴキフス（単弓類）
- オルトスクス（爬虫類）
- オルニトスクス（爬虫類）
- オルニトデスムス（Ornithodesmus 翼竜）
- オルニトレステス（恐竜、獣脚類）
- ガルゴイレオサウルス（恐竜、曲竜類）
- ガソサウルス（恐竜、獣脚類）
- カマラサウルス（恐竜、竜脚類）
- カイエンタケリス（英語版）（爬虫類、カメ目）
- カラウルス（両生類）
- ガロダクティルス（Cycnorhamphus 翼竜）
- カンピログナトイデス（Campylognathoides）（翼竜）
- カンプトサウルス（恐竜、鳥脚類）
- キクロトサウルス（両生類）
- ギラッファティタン　(恐竜、竜脚類)
- ギロドゥス（硬骨魚類）
- クテノカスマ（翼竜）
- グリファエラ（二枚貝）
- クリプトクリドゥス（首長竜）
- クリョロフォサウルス（恐竜、獣脚類）
- クルサフォンティア（哺乳類）
- グレンデリウス（魚竜）
- クンミンゴサウルス（恐竜、竜脚類）
- ゲオサウルス（爬虫類）
- ケティオサウルス（恐竜、竜脚類）
- ケラトサウルス（恐竜、獣脚類）
- ケラトダス（Ceratodus 硬骨魚類、ハイギョ）
- ゲルマノダクティルス（翼竜）
- ケントロサウルス（恐竜、剣竜類）
- コエルルス（恐竜、獣脚類）
- コンプソグナトゥス（恐竜、獣脚類）
- シノコノドン（哺乳類）
- シュノサウルス（恐竜、竜脚類）
- スゼチュアノサウルス（恐竜、獣脚類）
- スーパーサウルス （スペルサウルスとも、恐竜、竜脚類）
- スカフォグナトゥス（翼竜）
- スクテロサウルス（恐竜、装盾類）
- スケリドサウルス（恐竜、装盾類）
- ステゴサウルス（恐竜、剣竜類）
- ステノフレビア（Stenophlebia 昆虫、トンボ）
- ストレトサウルス（en:stretosaurus）（首長竜）
- スパトバティス（Spathobatis 軟骨魚類、古代のエイ）
- セラトダス（Ceratodus 魚類）
- ソルデス（翼竜）
- タウマトサウルス（Thaumatosaurus）（首長竜）
- ダトウサウルス（恐竜、竜脚類）
- ダペディウム（Dapedium 硬骨魚類）
- ダルウィノプテルス（翼竜）
- チュンキンギクティス（魚類）
- ディクラエオサウルス（恐竜、竜脚類）
- ディプロドクス（恐竜、竜脚類）
- ディモルフォドン（翼竜）
- ディロフォサウルス（恐竜、獣脚類）
- テムノドントサウルス（魚竜）
- テレオサウルス（Teleosaurus 海棲ワニ）
- トゥオジャンゴサウルス（恐竜、剣竜類）
- ドコドン（Docodon 哺乳類）
- ドリオサウルス（恐竜、鳥脚類）
- トリコノドン（哺乳類）
- トリティロドン（Tritylodon 単弓類）
- バヴァリサウルス（爬虫類）
- パタゴサウルス（恐竜、竜脚類）
- バトラコグナトゥス（翼竜）
- ハプロカントサウルス（恐竜、竜脚類）
- バラパサウルス（恐竜、竜脚類）
- ハラミア（哺乳類）
- バロサウルス（恐竜、竜脚類）
- ビーノテロイデス（単弓類）
- ピアトニツキーサウルス（恐竜、獣脚類）
- ファヤンゴサウルス（恐竜、剣竜類）
- プテロダクティルス（翼竜）
- ブラキオサウルス（恐竜、竜脚類）
- プラノケファロサウルス（爬虫類）
- プリオサウルス　(首長竜)
- プレシオサウルス（首長竜）
- プロテロクトプス（Proteroctopus 軟体動物）
- プロトスクス（最古のワニの一種）
- ブロントサウルス　(恐竜、竜脚類)
- ベルサウルス（恐竜、竜脚類）
- ベレムナイト（軟体動物）
- ホモエオサウルス（爬虫類）
- マッソスポンディルス（恐竜、竜脚類）
- マメンチサウルス （マメンキサウルスとも、恐竜、竜脚類）
- ムラエノサウルス（首長竜）
- メガロサウルス（恐竜、獣脚類）
- メサダクティルス（翼竜）
- メトリオリンクス（ワニ類）
- メソリムルス（Mesolimulus 節足動物、カブトガニ類）[22]
- メラノドン（哺乳類、汎獣目）
- モノロフォサウルス（恐竜、獣脚類）
- ヤンチュアノサウルス（恐竜、獣脚類）
- ユーリノサウルス（魚竜）
- ユンナノサウルス（恐竜、竜脚類）
- ランフォケファルス（翼竜）
- ランフォリンクス（翼竜）
- リオプレウロドン（首長竜）
- リードシクティス・プロブレマティカス（硬骨魚類）
- ルーフェンゴサウルス（恐竜、竜脚類）
- リベルリウム（Libellulium 節足動物、昆虫、トンボ）
- レピドテス（硬骨魚類）
- レプトレピス（硬骨魚類）

### 白亜紀（1億4,500万～6,600万年前）
- アーケオケラトプス（恐竜、角竜類）
- アーケロン（巨大なカメ）
- アウカサウルス（恐竜、獣脚類）
- アウブリソドン（恐竜、獣脚類）
- アガタウマス（恐竜、角竜類）
- アカントフォリス（恐竜、曲竜類）
- アクセルロディクティス（Axelrodichthys 硬骨魚類、シーラカンス）
- アクロカントサウルス（恐竜、獣脚類）
- アナビセティア（恐竜、鳥脚類）
- アニマンタルクス（恐竜、曲竜類）
- アノドントサウルス（恐竜、曲竜類）
- アビドサウルス（恐竜、竜脚類）
- アヴィミムス（恐竜、獣脚類）
- アプサラヴィス（Apsaravis 鳥類）
- アフロベナトル（恐竜、獣脚類）
- アポドプス（両生類）
- アマルガサウルス（恐竜、竜脚類）
- アラモサウルス（恐竜、竜脚類）
- アラリペスコルピウス（節足動物、クモガタ類、サソリ）[22]
- アランカ（翼竜）
- アランボウルギアニア  (翼竜)
- アリオラムス（恐竜、獣脚類）
- アルゼンチノサウルス（アルゼンティノサウルスとも 恐竜、竜脚類）
- アルファドン（哺乳類、フクロネズミ目）
- アルバートサウルス（恐竜、獣脚類）
- アルベルタケラトプス（恐竜、角竜類）
- アルベルトニクス（Albertonykus 恐竜、獣脚類）
- アンガトラマ（恐竜、獣脚類)
- アンキケラトプス（恐竜、角竜類）
- アンキロサウルス（恐竜、曲竜類）
- アンタルクトサウルス（恐竜、竜脚類）
- アンタークトペルタ（恐竜、角竜類）
- アンデサウルス（恐竜、竜脚類）
- アンフィコエリアス（恐竜、角竜類）
- アンハングエラ（翼竜）
- アンペロサウルス（恐竜、竜脚類）
- イグアノドン（恐竜、鳥脚類）
- イクチオデクテス（条鰭類、アロワナ上目）
- イクチオルニス（鳥類）
- イクティオヴェナトル（恐竜、獣脚類）
- イスティオダクティルス（翼竜）
- イベロメソルニス（Iberomesornis 鳥類）
- イテミルス（恐竜、獣脚類）
- イリタトル（イリテーターとも 恐竜、獣脚類）
- ヴェロキラプトル（恐竜、獣脚類）
- ウネンラギア（恐竜、獣脚類）
- ウモーナサウルス (首長竜)
- ウルバコドン（恐竜、獣脚類）
- エウオプロケファルス（ユーオプロケファルスとも、恐竜、曲竜類）
- エオアルラヴィス（Eoalulavis 鳥類）
- エオエナンティオルニス（鳥類）
- エオマイア（哺乳類）
- エゾミカサリュウ（海棲爬虫類）
- エドモントサウルス（恐竜、鳥脚類）
- エドモントニア（恐竜、曲竜類）
- エラスモサウルス（首長竜）
- エンコドゥス（魚類）
- オウラノサウルス（恐竜、鳥脚類）
- オヴィラプトル（恐竜、獣脚類）
- オジョケラトプス（恐竜、角竜類）
- オピストコエリカウディア（恐竜、竜脚類）
- オルニトケイルス（翼竜）
- オルニトデスムス（Ornithodesmus 翼竜）
- オルニトミムス（恐竜、獣脚類）
- オロドロメウス（恐竜、鳥脚類）
- オンコプリスティス（ノコギリエイ目、魚類）
- カガナイアス　(爬虫類、オオトカゲ科)
- カルテレミス（カメ目）
- ガストニア（恐竜、曲竜類）
- カスモサウルス（恐竜、角竜類）
- カムイサウルス  (恐竜、鳥脚類)
- カルカロドントサウルス（恐竜、獣脚類）
- カルノタウルス（恐竜、獣脚類）
- カルボネミス（爬虫類、ナンベイヨコクビガメ科）
- ギガノトサウルス（恐竜、獣脚類）
- ギガントラプトル  (恐竜、獣脚類)
- キャラウエイアサウルス（海棲爬虫類）
- ギリクス（条鰭類、アロワナ上目）
- キメララクネ（Chimerarachne 節足動物、クモガタ類、基盤的なクモ）[22]
- クーラスクス（両生類）
- クリオリンクス（翼竜）
- クリダステス（海トカゲ類、海棲爬虫類）
- グリポサウルス（恐竜、鳥盤類）
- クルサフォンティア（哺乳類、汎獣目）
- クレトクシリナ（サメ、ネズミザメ目）
- クロノサウルス（首長竜）
- クワジマーラ　(トカゲ類)
- ケアラダクティルス（翼竜）
- ゲオステルンベルギア  (翼竜)
- ケツァルコアトルス（翼竜）
- ゴニオフォリス（Goniopholis ワニ）
- ゴビプテリクス（Gobipteryx 鳥類）
- コーヨー（Cooyoo 条鰭類、アロワナ上目）
- ゴヨケファレ（恐竜、堅頭竜類）
- コリトサウルス（恐竜、鳥脚類）
- ゴルゴサウルス（恐竜、獣脚類）
- コルラッキケリス（カメ目）
- コレピオケファレ（恐竜、堅頭竜類）
- コロノサウルス（恐竜、獣脚類）
- コロボリンクス（翼竜）
- コンコルニス（Concornis 鳥類）
- コンフキウソルニス（孔子鳥）（鳥類）
- サイカニア（恐竜、曲竜類）
- サウロペルタ（恐竜、曲竜類）
- サウロポセイドン（恐竜、竜脚類）
- サウロロフス（恐竜、鳥脚類）
- サナジェ  (ヘビ)
- ザナバザル（恐竜、獣脚類）
- ザラムブダレステス（Zalambdalestes 哺乳類）
- サリアス（硬骨魚類）
- ザルモクセス（恐竜、鳥脚類）
- サルコスクス（巨大なワニ）
- サルタサウルス（恐竜、竜脚類）
- サンタナケリス（カメ目）
- サンタナラプトル（恐竜、獣脚類）
- ジェジアンゴプテルス（翼竜）
- ジェフォロルニス（Jeholornis 鳥類）
- ジェホロプテルス（翼竜）
- ジェホロンデス（哺乳類）
- シェンゾウラプトル（鳥類）
- シネミス・ガメラ（カメ）
- シノプテルス（Sinopterus 翼竜）
- シノケラトプス（恐竜、角竜類）
- シノルニス（Sinornis 鳥類）
- シファクティヌス（条鰭類、アロワナ上目）
- シャンロングチャオイ（滑空トカゲ）
- シュヴウイア（鳥類）
- ショウカワ·イコイ   (爬虫類)
- ジョバリア（恐竜、竜脚類）
- ジンフェンゴプテリクス（鳥類）
- シンメトロレステス（哺乳類）
- ズール（恐竜、曲竜類）
- スカパノリンクス（軟骨魚類）
- スクアリコラックス（サメ、ネズミザメ目）
- スクレロリンクス（Sclerorhynchus 軟骨魚類）
- スコミムス（恐竜、獣脚類）
- スティギモロク（恐竜、堅頭竜類）
- ステゴケラス（恐竜、堅頭竜類）
- スティラコサウルス（恐竜、角竜類）
- ステファノケラス（巨大なアンモナイト）
- ステロポドン（Steropodon カモノハシ）
- ストマトスクス  (ワニ)
- ストルティオミムス（恐竜、獣脚類）
- スピノサウルス（恐竜、獣脚類）
- スピノプス（恐竜、角竜類）
- ズンガリプテルス（翼竜）
- セレンディパケラトプス（恐竜、角竜類）
- セントロサウルス（恐竜、角竜類）
- ダコサウルス（海棲ワニ）
- ダスチルベ（硬骨魚類）
- タペヤラ（翼竜）
- タラソドロメウス（翼竜）
- タルボサウルス（恐竜、獣脚類）
- タンバティタニス（恐竜、竜脚類）
- チェージャンゴプテルス（Zhejiangopterus 翼竜）
- チャオヤンゴプテルス（Chaoyangopterus 翼竜）
- チュカロサウルス (恐竜、竜脚類)
- チュネルペトン（両生類）
- テイオフィタリア (恐竜、鳥脚類)
- ティタノサウルス（恐竜、竜脚類）
- ティタノケラトプス（恐竜、角竜類）
- ディニリシア（Dinilysia ヘビ）
- ディネオベラトル（恐竜、獣脚類）
- デイノケイルス（恐竜、獣脚類）
- デイノスクス（フォボスクス、巨大なワニ）
- デイノニクス（恐竜、獣脚類）
- ティラノサウルス（恐竜、獣脚類）
- ティラノミムス　(恐竜、獣脚類)
- ティロサウルス（海トカゲ類、海棲爬虫類）
- ディロング　(恐竜、獣脚類)
- テリジノサウルス（恐竜、獣脚類）
- デルタテリディウム（哺乳類）
- トゥパンダクティルス（翼竜）
- トゥプクスアラ（翼竜）
- トヤマサウリプス（恐竜）
- トラコドン（恐竜、鳥脚類）
- ドラコレクス（恐竜、堅頭竜下目）
- トリケラトプス（恐竜、角竜類）
- トリゴノサウルス（恐竜、竜脚類）
- トリティロドン（Tritylodon 単弓類）
- トロオドン（恐竜、獣脚類）
- トロサウルス（恐竜、角竜類）
- トロペオグナトゥス（翼竜）
- ドロマエオサウルス（恐竜、獣脚類）
- ナジャシュ（Najash 爬虫類）
- ナナイモテウティス　(巨大なコウモリダコ)
- ニジェールサウルス（恐竜、竜脚類）
- ニッポニテス　(アンモナイト)
- ニッポノサウルス（恐竜、鳥脚類）
- ヌルハチウス（翼竜）
- ネメグトサウルス（恐竜、竜脚類）
- ネメグトバーター（Nemegtbaatar 哺乳類、多丘歯目）
- ノアサウルス（恐竜、獣脚類）
- ノドサウルス（恐竜、曲竜類）
- ハイノサウルス（海棲爬虫類）
- バウルティタン（恐竜、竜脚類）
- ハオプテルス（Haopterus 翼竜）
- バガケラトプス（恐竜、角竜類）
- パキケファロサウルス（恐竜、堅頭竜類）
- パキディスクス（Pachydiscus 巨大なアンモナイト）
- パキラキス（海棲爬虫類）
- パキリノサウルス（恐竜、角竜類）
- ハクサノドン（哺乳類）
- パタグニクス（Patagonykus 恐竜、獣脚類）
- パタゴティタン  (恐竜、竜脚類)
- パタゴプテリクス（Patagopteryx 鳥類）
- ハツェゴプテリクス  (翼竜)
- バナノグミウス （魚類）
- パノプロサウルス（恐竜、曲竜類）
- バプトルニス（鳥類）
- ハボロテウティス　(巨大なイカ)
- ハヤ（恐竜、獣脚類）
- パラサウロロフス（恐竜、鳥脚類）
- パララブドドン（恐竜、鳥脚類）
- パラリテリジノサウルス (恐竜、獣脚類)
- バリオニクス（恐竜、獣脚類）
- ハルピミムス（恐竜、獣脚類）
- バンビラプトル（恐竜、獣脚類）
- ピナコサウルス（恐竜、曲竜類）
- ヒファロサウルス（Hyphalosaurus 爬虫類）
- ヒプシロフォドン（恐竜、鳥脚類）
- ヒプセロサウルス（恐竜、竜脚類）
- ピロラプトル　(恐竜、獣脚類)
- ファシャプテルス（翼竜）
- ファルカリウス（恐竜、獣脚類）
- プウィアンゴサウルス（恐竜、竜脚類）
- フェイロングス（Feilongus 翼竜）
- フクイサウルス（恐竜、鳥脚類）
- フクイティタン（恐竜、竜脚類）
- フクイベナートル（恐竜、獣脚類）
- フクイラプトル（恐竜、獣脚類）
- プシッタコサウルス（恐竜、角竜類）
- フタバサウルス（首長竜）
- フタロンコサウルス（恐竜、竜脚類）
- プテロダウストロ（翼竜）
- プテラノドン（翼竜）
- プラテカルプス（海トカゲ類、海棲爬虫類）
- プラビトセラス　(アンモナイト)
- プルガトリウス（Purgatorius 哺乳類）
- プレウロコエルス（恐竜、竜脚類）
- プレシオプレウロドン（Plesiopleurodon 首長竜）
- プロサウロロフス（恐竜、鳥脚類）
- プロターケオプテリクス（鳥類）
- プロトゥングラトゥム（Protungulatum 哺乳類）
- プロトケラトプス（恐竜、角竜類）
- プロトサウルス（海トカゲ類）
- プロトラブス（Protorabus 昆虫）
- ヘスペロルニス（鳥類）
- ベルゼブフォ  (カエル)
- ベルニサルティア（Bernissartia ワニ）
- ペレカニミムス（恐竜、獣脚類）
- ペロロサウルス（恐竜、竜脚類）
- ペロロプリテス（恐竜、曲竜類）
- ペンタケラトプス（恐竜、角竜類）
- ホマロケファレ（恐竜、堅頭竜類）
- ポラカントゥス（恐竜、曲竜類）
- ボレアロペルタ  (恐竜、曲竜類)
- マイアサウラ（恐竜、鳥脚類）
- マイプ  (恐竜、獣脚類)
- マウソニア  (硬骨魚類、シーラカンス科)
- マシャカリサウルス（恐竜、竜脚類）
- マジュンガサウルス（恐竜、獣脚類）
- マプサウルス（恐竜、獣脚類）
- マラウィサウルス（恐竜、竜脚類）
- ミクロラプトル（恐竜、獣脚類）
- ミンミ（恐竜、曲竜類）
- ムズキゾプテリクス（翼竜）
- ムッタブラサウルス（恐竜、鳥脚類）
- メソリムルス（Mesolimulus 節足動物、カブトガニ類）[22]
- メガラプトル（恐竜、獣脚類）
- メヌイテス　(アンモナイト)
- モシリュウ（恐竜、竜脚類）
- モササウルス（海トカゲ類、海棲爬虫類）
- モノクロニウス（恐竜、角竜類）
- モノニクス（恐竜、獣脚類）
- モンジュロスクス（Monjurosuchus 爬虫類）
- ヤマトサウルス　(恐竜、鳥脚類)
- ユーボストリコセラス　(アンモナイト)
- ユタラプトル（恐竜、獣脚類）
- ユティラヌス　(恐竜、獣脚類)
- ラジャサウルス（恐竜、獣脚類）
- ラプトレックス（恐竜、獣脚類）
- ラホナヴィス（Rahonavis 鳥類）
- ランベオサウルス（恐竜、鳥脚類）
- リコプテラ（Lycoptera 硬骨魚類）
- リャオシオルニス（Liaoxiornis 鳥類）
- リャオニンゴプテルス（Liaoningopterus 翼竜）
- レエリナサウラ（恐竜、鳥脚類）
- レプトレピス（Leptolepis 硬骨魚類）
- レペノマムス  (哺乳類)

## 新生代

### 第三紀（6,600万～258万年前）

#### 所属不明
- シアロモルファ（Sialomorpha 所属不明の汎節足動物）[136]

#### 軟体動物
- ビカリア（巻貝）
- ビカリエラ（巻貝）
- カガミホタテガイ（貝類/イタヤガイ類）
- アキタニシキ（貝類/イタヤガイ類）
- アラカワニシキ（貝類/イタヤガイ類）
- イズラチサラガイ（貝類/イタヤガイ類）
- イタヤガイ（Pecten albicans 貝類/イタヤガイ類）
- イワサキホタテ（貝類/イタヤガイ類）
- ウゴホタテガイ（貝類/イタヤガイ類）
- タカハシホタテ   (貝類/イタヤガイ類)

#### 節足動物
- ティタノミルマ（膜翅目、巨大なアリ）

#### 魚類
- メガロドン（サメ）

#### 爬虫類・両生類
- ヴァスーキ(ヘビ目)
- ギガントフィス（ヘビ目、巨大なヘビの祖先）
- シモエドサウルス  (ワニに似た爬虫類)
- スチュペンデミス（カメ目）
- チャンプソサウルス（ワニに似た爬虫類）
- ティタノボア  (ヘビ目、巨大なヘビの祖先)
- パレオバトラクス（Palaeobatrachus カエル）
- プルスサウルス（巨大なワニ）
- ランフォスクス（Rhamphosuchus 巨大なワニ）

#### 鳥類
- アエギアロルニス（アマツバメの祖先）
- アルケオプシッタクス（オウムの先祖）
- アルゼンテイビス（巨大な鳥）
- アルゲンタヴィス（アルゼンタヴィスとも タカ目、史上最大の翼を持つ鳥）
- イカディプテス  (ペンギン目)
- オギゴプティンクス（古代のフクロウ）
- オステオドントルニス（ペリカン目）
- カイルク  (ペンギン目)
- ガストルニス（ディアトリマとも ノガンモドキ目）
- クミマヌ  (ペンギン目)
- ケレンケン  (ノガンモドキ目)
- コペプテリクス  (ペリカン目)
- ティタニス（ノガンモドキ目）
- テラトルニス（タカ目）
- ドロモルニス（ガストルニス目）
- ネアニス（キツツキ?）
- パキディプテス（Pachydyptes ペンギン目）
- バトルニス（ノガンモドキ目）
- パレロドゥス（コウノトリ目）
- フォルスラコス（ノガンモドキ目）
- プレスビオルニス（カモ目）
- プロアルデア（アオサギの先祖）
- プロトプテルム（ペリカン目）
- プロファエトン（コウノトリ目）
- ペルディプテス  (ペンギン目)
- ホッカイドルニス  (ペリカン目)
- リムノフレガータ（ペリカン目）
- ワイマヌ  (ペンギン目)

#### 哺乳類
- アイルラルクトス（ネコ目パンダ科）
- アウロフィゼター（Aulophyseter クジラ目）
- アエピカメルス（ウシ目 ラクダ科）
- アグリオテリウム（Agriotherium ネコ目。クマの祖先）
- アショロア（束柱類）
- アストラポテリウム（Astrapotherium 輝獣目）
- アダピス（Adapis サル目）
- アットクキケトゥス（アトッキケタス。クジラ目、原クジラ類）
- アナンクス（Anancus ゾウ目）
- アフロピテクス（Afropithecus サル目）
- アムフィキオン（Amphicyon アンフィキオン。ネコ目）
- アメベロドン（Amebelodon ゾウ目）
- アルクトドゥス（クマ目）
- アルケオテリウム（ウシ目 イノシシ亜目）
- アルシノイテリウム（重脚目）
- アルティカメルス（エピカメルス。ウシ目 ラクダ科）
- アロデスムス（Allodesmus ネコ目）
- アンドリューサルクス（肉歯目。既知で史上最大の陸上肉食哺乳類）
- アンドレウシフィウス（アンドリューシフィウス。クジラ目、原クジラ類）
- アンブロケトゥス（クジラ目、原クジラ類）
- イカロニクテリス（コウモリ目）
- イクチオレステス（クジラ目、始原的クジラ類）
- イクティテリウム（Ictitherium ネコ目。ハイエナの先祖）
- イスキロミス（Ischyromys ネズミ目）
- イマゴタリア（Imagotaria ネコ目）
- イリンゴケロス（ウシ目）
- ウインタテリウム（恐角目）
- ウルティノテリウム（ウマ目）
- エウクラドケロス（en:eucladoceros ウシ目）
- エウスミルス（Eusmilus ユースミルス。ネコ目）
- エウメガミス（Eumegamys ネズミ目）
- エウリノデルフィス（クジラ目、ハクジラ類。イルカの近縁種）
- エウリムルス（ウサギ目）
- エウロタマンドゥア（Eurotamandua 鱗甲目）
- エオマニス（鱗甲目（有鱗目）。センザンコウの近縁種）
- エカルタデタ（Ekaltadeta カンガルー目）
- エクウス（Equus ウマ目）
- エクトコヌス（Ectoconus ネコ目イヌ科）
- エジプトピテクス（サル目）
- エティオケトゥス·ポリデンタトゥス（クジラ目、ヒゲクジラ類）
- エナリアルクトス（Enaliarctos ネコ目。アシカの祖先）
- エピガウルス（ネズミ目）
- エンテロドン（ウシ目 イノシシ亜目）
- エラスモテリウム（ウマ目 サイ科）
- エンボロテリウム（ブロントテリウム類、ウマ目）
- オキシアエナ（Oxyaenidae 肉歯目）
- オキシダクティルス（ウシ目 ラクダ科）
- オステオボルス（Borophagus ネコ目。ハイエナの先祖）
- オドベノケトプス（クジラ目、ハクジラ類）
- オニコニクテリス（Onychonycter コウモリ目）
- オロヒップス（ウマ目）
- カパルマラニア（Chapalmalania ネコ目。アライグマの先祖）
- カミツキマッコウ（クジラ目）
- カリコテリウム（ウマ目 鉤足亜目）
- カルポレステス（Carpolestes サル目）
- ガンダカシア（クジラ目、原クジラ類）
- ギガントピテクス（サル目 ヒト上科）
- キノデスムス（ネコ目）
- クッチケトゥス（クジラ目、原クジラ類）
- クラドシクティス（Cladosictis フクロネズミ目）
- クラニオケラス（Cranioceras ウシ目 パレオメリックス科。キリンの近縁種）
- クルサフォンティア（ネズミ目）
- ゲオルギアケトゥス（Georgiacetus クジラ目、原クジラ類）
- ケトテリウム（クジラ目、ヒゲクジラ類）
- ケルドキオン（ネコ目 イヌ科。キツネの先祖）
- ケントリオドン（Kentriodon クジラ目、ハクジラ類。イルカの近縁種）
- コリフォドン（Coryphodon 汎歯目）
- ゴンフォテリウム（ゾウ目）
- ザグロッスス（単孔目）
- サルカストドン（Sarkastodon 肉歯目）
- シヴァピテクス（サル目）
- ジゴフィゼター（クジラ目）
- ジゴマトゥルス（Zygomaturus カンガルー目）
- ジゴリザ（Zygorhiza クジラ目、原クジラ類）
- シシュウマオ（クマ目、ジャイアントパンダの祖先）
- シノニクス（Sinonyx 無肉歯目〈メソニクス目〉）
- ジュクシア（Juxia　ウマ目 サイ科）
- ジュマエキリン(Giraffa jumae、キリン科)
- ジョセフォアルティガシア（ネズミ目）
- シンクレレラ（ネズミ目）
- シンディオケラス（Syndyoceras ウシ目。シカと相似）
- シンテトケラス（ウシ目ラクダ亜目プロトケラス科。シカと相似）
- スクアロドン（Squalodon クジラ目、原クジラ類）
- スティリノドン（Stylinodon 紐歯目）
- ステゴテトラベロドン（ゾウ目）
- ステゴドン（ゾウ目）
- ステヌルス（Sthenurus ジャイアントカンガルー。カンガルー目 カンガルー科）
- ステノミルス（Stenomylus ウシ目ラクダ亜目ラクダ科）
- ダーウィニウス（サル目）
- ダオウイテリウム（ゾウ目）
- ダエオドン（ディノヒウス。ウシ目イノシシ亜目）
- タエニオラビス（ウサギ目）
- ダラニステス（クジラ目、原クジラ類）
- ツダンスキーゾウ（ゾウ目）
- ディアコデキシス（ウシ目。肉食性偶蹄類）
- ディアディアフォルス（Diadiaphorus 滑距目）
- ディコブネ（ウシ目。始原的偶蹄類）
- ティタノティロプス（ウシ目 ラクダ科）
- ディッソプサリス（Dissopsalis 肉歯目最後の種）
- ディニクティス（ネコ目）
- デイノガレリクス（モグラ目。ハリネズミ）
- デイノテリウム（ゾウ目）
- デイノフェリス（Dinofelis ネコ目）
- ディミルス（Dimylus モグラ目）
- ティラコスミルス（カンガルー目）
- テオソドン（Theosodon 滑距目）
- デスマトファカ（ネコ目）
- デスモスチルス（束柱目）
- テリコミス（Telicomys ネズミ目）
- テレオケラス（ウマ目 サイ科）
- テロピテクス（Theropithecus サル目）
- トアテリウム（滑距目。ウマと相似）
- ドエディクルス（被甲目。アルマジロの近縁種）
- トクソドン（南蹄目）
- ドリコケブス（Dolichocebus サル目）
- ドルドン（クジラ目、原クジラ類）
- トロゴスス（ウシ目。キリンの近縁種）
- ナラケトゥス（クジラ目、始原的クジラ類）
- ニムラヴス・ヴンペンシス（ネコ目）
- ヌミドテリウム（ゾウ目）
- ネクロレムール（Necrolemur サル目）
- ノタルクタス（サル目）
- ハイオケロス（Hayoceros ウシ目）
- パキケトゥス（クジラ目、始原的クジラ類）
- バシロサウルス（クジラ目、原クジラ類）
- パトリオフェリス（Patriofelis 肉歯目）
- ハパロプス（有毛目。ナマケモノの近縁種）
- パラエオカストル（Palaeocastor パレオカスター。ネズミ目）
- パラエオラグス（Palaeolagus ウサギ目）
- パラエステリウム（ウシ目 ラクダ?）
- パラケラテリウム（ウマ目 サイ上科）
- パラヒップス（ウマ目）
- パラミス（ネズミ目）
- バリラムダ（Barylambda ）
- パレオカスター（ネズミ目）
- パレオキロプテリクス（コウモリ目）
- パレオテリウム（Palaeotherium ウマ目）
- パレオパラドキシア（束柱目）
- パレオマストドン（Palaeomastodon マストドン。ゾウ目）
- パレオレアス（Palaeoreas ウシ目）
- パンタラムダ（有袋類）
- ヒアエノドン（肉歯目）
- ヒソプソドゥス（顆節目）
- ヒッパリオン（ウマ目 ウマ科）
- ヒポヒップス（Hypohippus ウマ目 ウマ科）
- ヒマラヤケトゥス（クジラ目、原クジラ類）
- ヒラキウス（Hyrachyus ウマ目 サイ上科）
- ヒラコテリウム（ウマ目 ウマ上科）
- ヒラコドン（Hyracodon ウマ目）
- ピロテリウム（火獣目）
- フィオミア（Phiomia ゾウ目）
- フェナコドゥス（顆節目）
- フォスファテリウム（ゾウ目。既知で最古のゾウ）
- プティロドゥス（多丘歯目）
- フラオキオン（phlaocyon ネコ目。アライグマの先祖）
- プラティベロドン（Platybelodon ゾウ目）
- プリオヒップス（ウマ目 ウマ科）
- ブリグモフィセター（クジラ目）
- プレシアダピス（Plesiadapis サル目）
- プロカメルス（Procamelus ウシ目 ラクダ科）
- プロコプトドン（カンガルー目）
- プロコンスル（サル目）
- プロスクアロドン（Prosqualodon クジラ目）
- プロティポテリウム（Protypotherium 南蹄目。ウサギと相似）
- プロティロプス（Protylopus ウシ目 ラクダ科）
- プロテロテリウム（滑距目。ウマと相似）
- プロトケトゥス（クジラ目、原クジラ類）
- プロトケラス（Protoceras ウシ目 ラクダ科）
- プロトヒドロコエルス（protohtdrochoerus ネズミ目）
- プロラストムス（海牛目）
- プロリビテリウム（Prolibytherium ウシ目。キリンの近縁種）
- ブロントテリウム（ウマ目）
- ブロントプス（ウマ目 サイ上科）
- ヘスペロキオン（Hesperocyon ネコ目イヌ科）
- ペゾシーレン（カイギュウ目）
- ヘプトドン（Heptodon ウマ目バク上科）
- ベマラムダ（汎歯目）
- ヘミキオン（Hemicyon ネコ目。クマの祖先）
- ヘラレテス（Helaletes ウマ目バク上科）
- ポタモテリウム（Potamotherium ネコ目）
- ホプリトメリクス（Hoplitomeryx ウシ目）
- ホプロフォネウス（ネコ目）
- ホマドロテリウム（ウマ目 鉤足亜目）
- ボルヒエナ（カンガルー目）
- マカイロドゥス（ネコ目。サーベルタイガーの一種）
- マカエロイデス（Machaeroides マケロイデス。肉歯目）
- マクラウケニア（滑距目）
- ミアキス（食肉形類。ネコ目の祖先系統）
- ミエゾウ（ゾウ目）
- ミオタピルス（ウマ目バク上科）
- ミオヒップス（ウマ目 ウマ科）
- メガンテレオン（Megantereon ネコ目）
- メギストテリウム（Megistotherium ネコ目）
- メソニクス（Mesonyx メソニクス目）
- メソヒップス（ウマ目 ウマ科）
- メソピテクス（Mesopithecus サル目）
- メタミノドン（Metamynodon ウマ目 サイ上科）
- メトリディオコエルス（イノシシ目）
- メニスコテリウム（Meniscotherium 顆節目）
- メリキップス（ウマ目 ウマ科）
- メリコイドドン（Merycoidodon ウシ目）
- メリコドゥス（Merycodus ウシ目）
- モエリテリウム（メリテリウム。ゾウ目）
- モロプス（ウマ目 鉤足亜目）
- ラマピテクス（サル目）
- リティオドゥス（Rytiodus 海牛目）
- リトコアラ（有袋類、コアラ科）
- リンキップス（Rhynchippus ウマ目 ウマ科）
- レヴィアタン・メルビレイ（クジラ目）
- レプティクティディウム（レプティクティス類、レプティクティス科）
- レプトメリックス（Leptomeryx ウシ目）
- レミングトノケトゥス（クジラ目、原クジラ類）
- ロドケトゥス（Rodhocetus クジラ目、原クジラ類）
- ロフィアレステス（ウマ目 バク上科）

##### ヒト科
- アウストラロピテクス属（Australopithecus 猿人）
  - アウストラロピテクス・アナメンシス（A. anamensis アナム猿人）
  - アウストラロピテクス・アファレンシス（A. afarensis アファール猿人）
  - アウストラロピテクス・アフリカヌス（A. africanus アフリカヌス猿人）
  - アウストラロピテクス・ガルヒ（A. garhi ガルヒ猿人）
  - アウストラロピテクス・バーレルガザリ（A. bahrelghazali）
- アルディピテクス属（Ardipithecus 猿人）
  - アルディピテクス・カダッバ（A. kadabba カダバ猿人）
  - アルディピテクス・ラミドゥス（A. ramidus ラミドゥス猿人）
- オロリン属（Orrorin）
  - オロリン・トゥゲネンシス（O. tugenensis 猿人）
- ケニアントロプス属（Kenyanthropus 猿人）
  - ケニアントロプス・プラティオプス（K. platyops）
- サヘラントロプス属（Sahelanthropus）
  - サヘラントロプス・チャデンシス（S. tchadensis トゥーマイ猿人。最古の人類である可能性）
- パラントロプス属（Paranthropus 猿人）
  - パラントロプス・エチオピクス（P. aethiopicus エチオピクス猿人）
  - パラントロプス・ボイセイ（P. boisei ボイセイ猿人）
  - パラントロプス・ロブストス（P. robustus ロブストゥス猿人）
  - プロプリオピテクス

### 第四紀（258万年前～現代）：17世紀前

#### 軟体動物
- トウキョウホタテ   (貝類/イタヤガイ類)

#### 爬虫類
- コロッソケリス（Megalochelys カメ目）
- マチカネワニ（ワニ目）
- メイオラニア（カメ目）
- メガラニア（有鱗目 オオトカゲ科）

#### 鳥類
- オルニメガロニクス  (フクロウ目)
- テラトルニスコンドル
- Shiriyanetta hasegawai - 日本固有種のアイサ族。[137]

#### 魚類
- ディプロドセラケ(サメ)

#### 哺乳類
- アームブラスターオオカミ（英語版）（アームブラスターズウルフ。ネコ目 イヌ科）
- アメリカマストドン（ゾウ目）
- アメリカライオン（英語版）（ネコ目）
- エレファス・アンティクウス（ゾウ目）
- ギガンテウスオオツノジカ（シカ目）
- ギガントピテクス（サル目 ヒト上科）
- エラスモテリウム（ウマ目 サイ科）
- グリプトドン（アリクイ目。アルマジロの近縁種。6000年前に絶滅）
- グロッソテリウム（アリクイ目。ナマケモノの近縁種）
- ケブカサイ（ウマ目、サイ科）
- ヒッポポタマス・ゴルゴプス（Hippopotamus gorgops ウシ目。カバの先祖）
- ゴンフォテリウム（ゴンフォテリウム。ゾウ目。）
- シバテリウム（ウシ目。キリンの近縁種）
- ジャイアントバイソン（Bison latifrons ウシ目 ウシ科）
- スミロドン（ネコ目。サーベルタイガーの一種）
- セバルシス（ウシ目、シカ科）
- ダイアオオカミ（ダイアウルフ。ネコ目 イヌ科）
- ディケロリヌス（ウマ目、サイ科）
- ティタノティロプス（ウシ目ラクダ科）
- ディプロトドン（フクロネズミ目）
- ティラコレオ（フクロネズミ目 フクロライオン科）
- ドウクツグマ（ネコ目。クマの祖先）
- ドエディクルス（アリクイ目グリプトドン科）
- ナウマンゾウ（ゾウ目）
- ネオヘロス
- ノスロテリオプス
- パノクトゥス（アルマジロの先祖）
- パラエオロキソドン（Palaeoloxodon ゾウ目）
- ファルコネリゾウ  (ゾウ目)
- フリテリウム（en:Hulitherium カンガルー目）
- ペロロヴィス（Pelorovis ウシ目 ウシ科）
- ホモテリウム（Homotherium ネコ目）
- ホラアナハイエナ(Crocuta crocuta spelaea ネコ目)
- ホラアナヒョウ(Panthera pardus spelaea、ネコ目)
- ホラアナライオン(Panthera leo spelaea、ネコ目)
- マクラウケニア（滑距目）
- マストドン（en:Mastodon\Mastodonゾウ目）
- マンモス（マンムートゥス。ゾウ目）
  - ケナガマンモス
  - コロンビアマンモス
  - インペリアルマンモス（帝王マンモス.マンムートゥス・インペラトルマンモス）
  - ステップマンモス
  - ショウカコウマンモス
  - ピグミーマンモス
  - メリジオナリスゾウ
  - アフリカンマンモス
  - アルメニアマンモス
- ミロドン（ナマケモノ科）
- ムカシマンモス(マンモスの祖先、原始的なゾウ)
- メガテリウム（アリクイ目。ナマケモノの近縁種）
- メガラダピス（サル目 キツネザル科。1400年頃絶滅）
- ヤベオオツノジカ  (シカ目)
- ユーラシアホラアナライオン（ネコ目）
- ヨーロッパホラアナライオン（ヨーロッパドウクツライオン.ネコ目）

##### 人類

###### 原人
ホモ属
- ホモ・アンテセッソル（ホモ・アンテセッサー）
- ホモ・エルガステル（ホモ・エルガスター）
- ホモ・エレクトゥス
  - ホモ・エレクトゥス・エレクトゥス
  - ホモ・エレクトゥス・ペキネンシス
- ホモ・ハイデルベルゲンシス（ハイデルベルク人）
- ホモ・ハビリス（ハビリス原人）
- ホモ・フローレシエンシス（フローレス原人）
- ホモ・ルゾネンシス（ルソン原人）

###### 旧人
ホモ属
- ホモ・ネアンデルターレンシス（ネアンデルタール人）
- ホモ・ローデシエンシス

###### 新人
ホモ属
- クロマニョン人
- 上洞人
- 港川人
- ヘルト人

## 17世紀～現代
- 1627年 - オーロックス
- 1681年 - モーリシャスドードー
- 1700年 - モーリシャスクイナ
- 1700年頃 - レユニオンドードー（実際にはペリカン目トキ科に属するという説が有力）
- 1726年 - ロドリゲスクイナ
- 1761年 - ロドリゲスドードー（ドードーのロドリゲス島亜種）
- 1768年 - ステラーカイギュウ（ステラーダイカイギュウ）
- 1770年頃
  - ジャイアントモア（モア、史上最大の鳥類）
  - ハーストイーグル
- 1774年‐サルジニアナキウサギ
- 1777年 - タヒチシギ
- 1800年 - ブルーバック（青灰色の毛皮を持ったウシ科の哺乳類）
- 1806年 - ロードハウセイケイ
- 1826年 - モーリシャスルリバト（ブルーピジョン）
- 1827年-ハワイミツスイ　(オアフ島のオーオー)
- 1828年
  - オガサワラマシコ
  - オガサワラガビチョウ
- 1840年
  - エピオルニス
  - チャタムシマクイナ
- 1844年 - オオウミガラス
- 1851年 - キムネカカ（ノーフォークカカ）
- 1852年 - メガネウ
- 1865年 - ケープライオン
- 1867年 - シマバンディクート
- 1870年
  - オキナワオオコウモリ
  - アトラスヒグマ
- 1875年 - ニュージーランドウズラ
- 1878年 - カササギガモ
- 1880年
  - ターパン
  - フォークランドオオカミ
- 1883年 - クアッガ（シマウマの一種）
- 1885年 - ミイロコンゴウインコ
- 1889年 - オガサワラカラスバト
- 1893年 - ハワイクイナ
- 1894年
  - ウミベミンク
  - スチーフンイワサザイ
- 1900年
  - ヒガシグリーンランドカリブー
  - ポルトガルアイベックス（Portuguese ibex）
  - エゾオオカミ
  - グアダルーペカラカラ
  - ブルドッグネズミ
  - ガルハタネズミ
- 1901年 - ロングテイルホップマウス
- 1902年
  - ロッキートビバッタ
  - マルティニクオオコメネズミ
- 1904年 - ソロモンカンザシバト
- 1905年
  - ニホンオオカミ
  - オークランドアイサ
- 1907年
  - ホオダレムクドリ
  - ブタアシバンディクート
- 1908年 - ドウソンシンリントナカイ
- 1910年 - ミミナガキットキツネ
- 1911年 - ニューファンドランドシロオオカミ
- 1913年 - カンムリツクシガモ
- 1914年
  - リョコウバト
  - ワライフクロウ
- 1915年 - オガサワラアブラコウモリ
- 1918年
  - カロライナインコ
- 1919年 - ミヤコショウビン（1887年に一羽発見されただけの鳥）
- 1920年 - カムチャッカオオヒグマ
- 1922年- ダイトウヤマガラ
- 1924年 - カリフォルニアハイイログマ
- 1925年
  - バッドランドオオツノヒツジ
  - コーカサスバイソン（ヨーロッパバイソンのコーカサス地方亜種）
- 1927年
  - ゴクラクインコ
  - ニュージーランドミナミアユ
- 1930年
  - タヒチクイナ
  - アカフサオネズミカンガルー
  - カタアカバンディクート
  - ダーウィンコメネズミ
  - ムコジマメグロ
- 1931年 - チビミミナガバンディクート
- 1932年 - ニューイングランドソウゲンライチョウ
- 1934年 - ムネフサハワイミツスイ
- 1935年
  - ションブルクジカ
  - サバクネズミカンガルー
- 1936年
  - リュウキュウカラスバト
  - マダガスカルジカッコウ
- 1937年
  - オンセンクマムシ
  - シマワラビー
- 1938年
  - ウサギワラビー
  - ダイトウミソサザイ
- 1940年
  - ケープアカハーテビースト
  - オオスベトカゲ
  - バリトラ
- 1943年 - ヒメウサギワラビー
- 1944年
  - レイサンクイナ
  - バライロガモ
- 1945年
  - ウェーククイナ
  - ハシジロキツツキ（2021年絶滅認定）
- 1946年-ウシウマ
- 1948年 - アッシュメドウズキリフィッシュ
- 1950年
  - セーシェルアゲハ
  - チチカカオレスティア
  - アンデスオオカミ
  - キタハーテビースト
- 1952年 - カリブモンクアザラシ
- 1960年
  - フクロオオカミ（タスマニアタイガー）
  - ベガスヒョウガエル
  - ミナミトミヨ
  - スワモロコ
- 1962年 - ババリアマツネズミ
- 1963年 - セントヘレナアカトンボ
- 1964年
  - ミカヅキツメオワラビー
  - メキシコハイイログマ
- 1966年 - アラビアダチョウ（w:Arabian ostrich）
- 1967年?-アメリカハシジロキツツキ
- 1968年 - グアムオオコウモリ
- 1970年
  - バルバドスアライグマ
  - カスピトラ
- 1972年 - ヤブサザイ
- 1974年
  - ボリエリアボア
  - ルイジアナハタネズミ
- 1975年 - ニホンアシカ
- 1979年? - ニホンカワウソ（2012年絶滅認定）
- 1980年
  - ジャワトラ
  - アカガゼル
- 1981年 - カナリアミヤコドリ
- 1983年 - カモノハシガエル
- 1987年
  - オオオビハシカイツブリ（Atitlán grebe）
  - ポリネシアマイマイ
  - ススイロハマヒメドリ
- 1988年 - シロアシフサオネズミ
- 1989年? - ナイジェリアコビトカバ
- 1990年 - オレンジヒキガエル
- 1996年 - ザンジバルヒョウ
- 2000年 - ピレネーアイベックス（Pyrenean ibex）
- 2003年 - テイオウキツツキ（Imperial woodpecker）
- 2006年 - ヨウスコウカワイルカ
- 2008年‐ サウジガゼル (Saudi Gaselle)
- 2009年‐ クリスマスアブラコウモリ (Christmas Island Pipistelle)
- 2010年 - ワキアカカイツブリ（Alaotra grebe）
- 2012年
  - ピンタゾウガメ
  - ミヤココキクガシラコウモリ
  - ダイトウノスリ
- 2013年-タイワンウンピョウ
- 2016年-ブランブルケイメロミス(2019年に絶滅宣言)
- 2018年
  - シマハヤブサ
- 2020年
  - スムース・ハンドフィッシュ（Smooth handfish）
  - オガサワラシジミ
- 2022年
  - ハシナガチョウザメ(有力な目撃情報は2003年の釣果が最後)

## 地域個体群の絶滅（野生絶滅を含む）

### 日本産
- 12世紀頃 - ヒレナガゴンドウ 北海道、礼文島や千葉県などから化石が発掘されている。現在、同種は北太平洋には生息していない。なお、可能性上ではコビレゴンドウがヒレナガゴンドウのニッチに入り込みつつあり北方化および大型化し、「タッパナガ」と呼ばれる独自の亜種になりつつある。[138]
- 1889年 - ハシブトゴイ 小笠原諸島生息の個体。他地域の亜種は現存。
- 1920年 - キタタキ 日本産絶滅後の1923年に天然記念物指定された鳥。朝鮮半島には現存。
- 1924年 - マミジロクイナ 火山列島に生息していた個体。他地域の亜種は現存。
- 1986年 - コウノトリ 日本国内繁殖野生個体群は絶滅。
- 2003年 - トキ 日本産野生個体の絶滅。現在は中国からの移入もしくはそれらの繁殖個体のみ。
- 2012年 - ニホンカワウソおよびエゾカワウソ 日本産野生個体の絶滅。

### 世界
- 17世紀 - コククジラ 大西洋で絶滅されたとされている。2000年代に東太平洋個体群から50頭を空輸して再導入する計画が持ち上がったが、2014年1月現在の時点で実行される予定はない。2010年に地中海、イスラエルとバルセロナ沖で一個体が観察されたが、大西洋個体群の残存ではなく温暖化によって開けた北極海を通ってきた太平洋個体群からの迷入と思われる。2013年には、ナミビアでも確認され、同種が南半球で発見されたのは歴史上初めてであった。
- 19世紀 - シフゾウ 学術的に記載された当時、すでに清朝皇帝の狩猟地にのみ生息していた。現存するものはすべてこの狩猟地に生息した個体の子孫で、現在は江蘇省の自然保護区でも生息している。
- 1980年 - モウコノウマ 体高120〜146cm。アルタイ山脈周辺のモンゴル平原に生息していた。家畜のウマの祖先の一つ。多摩動物公園など世界各地の動物園や新疆ウイグル自治区の自然保護区にて現存。

## 再発見されたもの
一旦は何らかの形で絶滅が確定したと思われていたものの、その後生存が確認されたものを挙げる（絶滅確定年から再発見まで50年以上のもの）。

### 哺乳類
- アリゾナジャガー - 1905年(もしくは1960年代)絶滅と推定されたが、2005年に再発見。
- スマトラホエジカ - 1920年代絶滅と推定されたが、2008年に再発見。
- ギルバートネズミカンガルー - 1900年代に絶滅したと思われたが、2001年に再発見。絶滅寸前と推定された。
- バーチェルサバンナシマウマ - 1910年絶滅確定、2004年再発見。
- バーバリライオン - 1922年絶滅確定、1996年再発見。その後、モロッコの先々代国王ムハンマド5世の私的動物園で飼育されていた個体群が存命であることが判明し、2013年現在60頭前後がモロッコのラバト動物園など世界各地で飼育されている。
- ピグミーメガネザル - 1921年を最後に目撃情報が途絶える。2000年にスラウェシ島でネズミのわなにかかって死んでいるのが発見され、2008年にインドネシアで3匹生存が確認され発信器を付けて逃がされた。
- アスエロチュウベイクモザル - 1990年代に絶滅したと思われたが、後に再発見。
- ネグロスケナシフルーツコウモリ  1964年以降目撃されていないため絶滅していたと考えられていたが、2001年に再発見。

### 鳥類
- オオハシヨシキリ - 1867年絶滅確定、2006年再発見。標本が一体だけであったために存在そのものを疑われていた。
- ダイトウウグイス - 1922年絶滅確定、2008年5月に鹿児島県の喜界島にて再発見。
- タスマンアオツラカツオドリ - 19世紀前半に絶滅と推定されたが、2009年にDNAおよび骨格について調査したところ実際にはアオツラカツオドリと全く同一の種であることが判明し、これまでの「近縁種」という説を覆した。
- ハジロシャクケイ - ペルー固有種。1876年に発見後、1977年まで発見例がなかったため絶滅したと考えられていた。その後に複数の地域で発見例があるものの多くの地域でペアはいないと考えられている。分布域の一部を保護区に指定したり、飼育下の個体を繁殖させ再導入する試みが進められている。再発見時における生息数は少なくとも54-68羽、多くても数百羽、1980年代後半における生息数は200羽未満と推定されている。
- バミューダミズナギドリ - 1631年に絶滅と推定されたが、1931年に灯台に衝突した個体が回収され、DNA鑑定によりバミューダミズナギドリであることがわかった。絶滅したと推定されていた期間はおよそ300年にも渡った。
- ヒメフクロウインコ - 1921年以降、発見例がなかったため絶滅と推定されたが、1979年に再発見された。そして、2013年にはこの種では初めてとなる写真と映像での記録が残された。

### 爬虫類
- オウカンミカドヤモリ - 1866年頃絶滅と推定されたが、1994年に再発見され現在ではペットとしても飼育されている。

### 両生類
- エレガントトロピカルフロッグ（英名：Elegant tropical frog、学名：Micrixalus elegans）‐最後の目撃は1937年でそれ以降、途絶えていたため、絶滅したと考えられていた[139]。2011年に、インドで再発見[139]。
- パレスチナイロワケガエル - 1955年以降絶滅したと考えられていたが、2011年、絶滅両生類10種を世界規模で探索するプロジェクトが再発見した。国際自然保護連合（IUCN）のレッドリスト2012年版では、絶滅危惧IA類（絶滅寸前）に分類された。

### 魚類
- クニマス - 原産地である田沢湖では酸性水（玉川毒水）の流入で1940年に絶滅したが、それ以前に卵が放流された記録のある西湖に生息していることが2010年に確認された。

### 軟体動物
- ヒョウタンハダカカメガイ (Thliptodon akatukai) - クリオネと同じ裸殻翼足類で1950年に一度論文に発表されスケッチが残されたのみの種。発見以降標本も採取されなかったために命名もされておらず2009年の再発見時に名前が付いた。

### 節足動物
- ブータンシボリアゲハ (Bhutanitis ludlowi) - 1933年に新種として報告され、イギリスに標本が保存されるが、その後永らく再発見に至らなかった。2011年に日本の調査隊が再発見に成功。NHK取材班による空を飛ぶ映像も撮影された。
- ロードハウナナフシ (Dryococelus australis) - 1930年に絶滅とされ、2001年に再発見。名前の由来となったロード・ハウ島では絶滅していたが、近隣にある孤島のボールズ・ピラミッドで30個体以下の個体群が発見された[140]。
- キイロネクイハムシ (Macroplea japana) - 1962年に福岡県で確認されたのを最後に目撃情報が途絶えるも、2022年に滋賀県の琵琶湖に生息していることが判明し、60年ぶりの再発見となった[141]。